# Iglesia de Santo Domingo (Popayán)
El Claustro de Nuestra Señora del Rosario de la Orden de los Predicadores más conocida como la Iglesia de Santo Domingo, está ubicada en la Carrera 5 con Calle 4 (Calle del Empedrado con Calle de Santo Domingo), en pleno Centro Histórico de Popayán, esta edificación es un hermoso ejemplo de la arquitectura religiosa colonial desarrollada después de 1736 denominada ''Estilo Popayán'', cuenta en su interior con una variedad de altares barrocos bañados en pan de oro y el altar mayor de estilo neoclásico, además es de resaltar su excelente trabajo de mampostería en ladrillo en sus arcos tanto de las naves laterales como del coro, las columnas y el presbiterio.
Es una de las iglesias más conocidas de la ciudad además de ser una de las que más historia conjunta ha recorrido, solo siendo superada por la Ermita de Jesús Nazareno, la estructura del templo es de planta basilical con una torre de base cuadrangular pero con dos cuerpos de forma octogonal rematados con una cúpula, además de contar en la fachada con frontón rectangular y debajo de este un vitral central y enmarcando el gran portón una hermosa portada hecha de mampostería de piedra y de ladrillo, considerado el elemento más destacable de toda la ornamentación exterior, al sur de este conjunto esta la entrada al viejo convento dominico, que actualmente funge como la facultad de derecho de la Universidad del Cauca. Enfrente también se halla la plazoleta de Santo Domingo que en su centro esta una pila que se ubicó primero en el Parque Caldas hasta 1910, pasando después a Timbío y posteriormente trasladándola aquí. Por medio del Decreto 2248 11-xii-1996, esta bella iglesia y su conjunto de inmuebles fue declarado como Monumento Nacional de Colombia. 

## Historia

### Antecedentes del templo

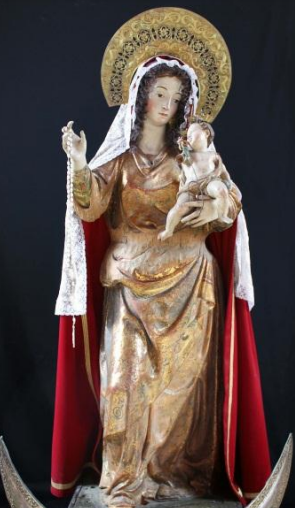
Imagen de Nuestra Señora del Rosario, patrona de la Orden Dominica

Al ser establecida la villa de Popayán en 1537 por don Sebastián de Belalcázar, llegaron a estas tierras junto con los demás conquistadores, los frailes dominicos, quienes fundaron una misión en el área actual hasta antes de 1552, estos padres trajeron consigo la que se cree es la imagen aún en veneración más antigua de toda la ciudad, Nuestra Señora la Virgen del Rosario, su patrona quien aún ostenta el altar central y a quien cuyo honor se levantó una modesta choza-capilla junto a un improvisado albergue de tapial para la congregación, por desgracia este complejo no sobrevivió al primer sismo registrado de la historia colonial del centro en 1564. Por 1588 se instauró la Cofradía Rosario de la Orden de Predicadores, con sede en este lugar.
Teniendo que ser edificado un nuevo recinto con mejores materiales y elaboración, se destaca la culminación hacia 1575 de una casa para los miembros de la orden en la esquina oriental, bajo la dirección y rectoría de Fray Francisco de Miranda, siento también este monje quien inicio las obras de un nuevo templo por 1606. Gracias a la colaboración de la familia Arboleda de don Francisco Arboleda Salazar y su hijo Francisco Arboleda y Vergara que administró y arregló el templo siendo mayordomo por cuarenta años. Se pudo finalizar una bella iglesia techada y cimentada en las normal estrictas del colonial español en 1683, este lugar contaba entre varios inmuebles valiosos, un retablo dedicado a Nuestra Señora del Topo datado de 1728 y realizado en óleo por la escuela de Luis de Morales, ''El Divino''. Estableciéndose una cofradía propia para la mencionada advocación.
También se tiene constancia de otras cofradías que tuvieron a Santo Domingo como iglesia-sede, como por ejemplo asociaciones dedicadas al culto y veneración de la Nuestra Señora del Guápulo, San José, Santísimo Sacramento, San Vicente Ferrer y Santa Rosa de Lima, además de las ya mencionadas dedicadas a Santa María del Topo y del Rosario.

### Después de 1736
El 2 de febrero de 1736, se da uno de los peores desastres en la historia de Popayán cuando el centro fue azotado por un violento terremoto y casi toda la ciudad fue reducida a ruinas. El primitivo templo dominico de ese entonces sucumbió ante el movimiento telúrico no quedando ni un vestigio hasta la actualidad. Ante la pérdida irreparable de este bien patrimonial, se vio la necesidad de levantar un nuevo claustro mejor que su antecesor, por lo que con la ayuda y financiación de la conocida aristócrata familia Arboleda y del deán de la Catedral, don Mateo de Castrillón y Quiroz se pudo contratar al arquitecto español Antonio García para que diseñara el nuevo complejo monástico, colaboró en el proyecto, el jesuita Simón Schenheer y el arquitecto santafereño Gregorio Causi, quien para ese momento participaba también en la construcción del templo del Carmen y la iglesia de San Agustín bajo el patrocinio de la marquesa de San Miguel de la Vega, doña Dionisia Pérez Manrique, por lo que esta última obra sacra y Santo Domingo guardan ciertas semejanzas la una con la otra.

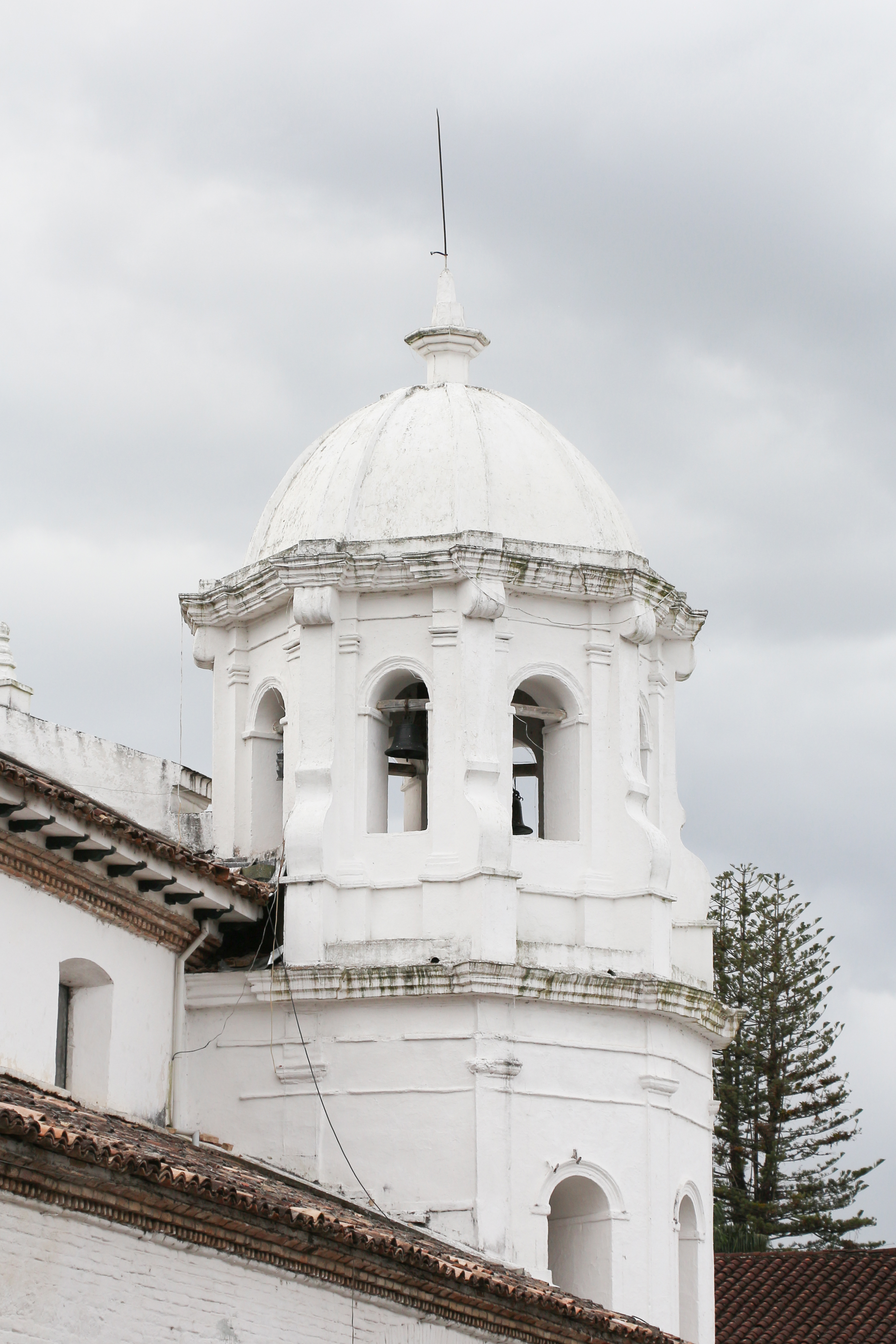
Torre octogonal del, de Adolfo Dueñas.

La colaboración que efectuaron varios miembros de la familia Arboleda a este templo fue de suma importancia para el enriquecimiento del mismo, pero en especial la de don Francisco Arboleda y Vergara que se encargó de realizar el arco toral, la capilla del altar central y el camarín de la virgen, además dotó de agua potable el convento y el barrio San Camilo, refraccionó el templo y el convento anexo. Mientras que su hijo don Francisco José Arboleda y Arrachea fue el que trajo desde la Hacienda de El Japio, las gradas de granito del presbiterio por los años 1806 a 1807.
Al ser finalizada la construcción quedó una iglesia de planta basilical con tres naves, una central y dos laterales, separadas por arquerías de medio punto recubiertos de ladrillos y todo techado a dos aguas en teja, con un camarín semicircular en la pared posterior para el altar, una sacristía al nororiente, dos capillas, un baptisterio en la base cuadrada de una torre-espadaña, un coro sustentado por un sotocoro con un gran arco, dos entradas, una lateral y la principal, enmarcada por uno de los elementos más icónicos de todo el lugar, la majestuosa portada hecha en ladrillo y cantera de piedra traída desde Pisojé que según su roca clave fue finalizada en 1741, que demuestra una yuxtaposición de las culturas incaicas e indígenas con la ibérica.
Este sacro recinto fue regentado por los padres dominicos desde entonces, hasta que después de la guerra de independencia y del triunfo del ejército patriota, que el libertador Simón Bolívar expidió el 2 de octubre de 1827, un decreto por el cual se expropiaba el convento y bienes de la orden de los predicadores, para luego ser pasada la propiedad del complejo a la recién fundada Universidad del Cauca por auspicio del general Santander. La iglesia por su parte quedó en manos de la diócesis de Popayán y los frailes terminaron de ser expulsados y huyeron al continente europeo.

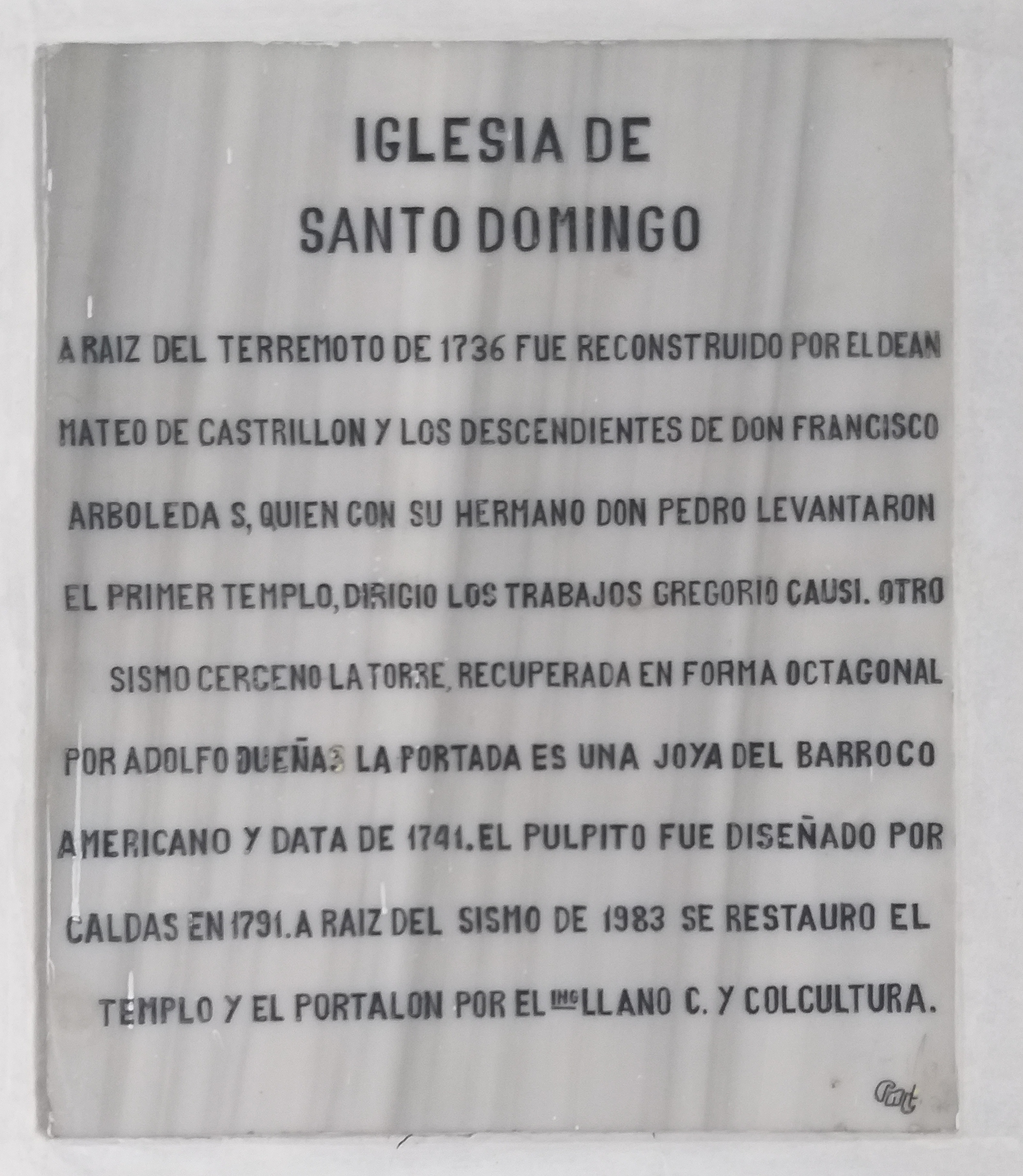
Placa que rememora la historia de la iglesia

Por acción de un terremoto a fines del siglo XIX, la antigua espadaña se derrumbó por lo que se le encargó su reconstrucción al arquitecto Adolfo Dueñas quien habría hecho antes la cúpula de la Catedral de la ciudad, hacia 1885, la obra quedó concluida, siendo de un diseño y estilo bastante alejado del colonial, de planta octogonal de dos niveles sustentados sobre la antigua base cuadrada y rematada con una bella cúpula aristada y pararrayos de la más pura influencia neoclásica y adaptándose bien a la fachada.

### Terremoto de 1983
A pesar de todo el saqueo y cambios turbulentos que vivió este recinto en el siglo XIX e inicios del XX, no fueron nada en comparación con la catástrofe que supuso la acontecida el 31 de marzo de 1983, cuando Popayán fue semidestruida por un sismo de 5,5 grados de intensidad. La iglesia fue seriamente afectada en el entablamiento de las naves, pero sobre todo en la estructura de la torre que sufrió de grandes grietas, temiendo de un serio riesgo de colapso, mientras que la gran portada perdió varias piezas y fragmentos que se cayeron o fueron saqueadas durante la confusión, todos los tesoros que aún poseía este templo fueron trasladados por su seguridad a las bóvedas del banco de la República y después al Museo de Arte Religioso. Efectuándose la debida restauración de Santo Domingo por medio de Colcultura, sin embargo, el estado de conservación ha sido algo deplorable tanto del edificio como de sus bienes.

## Cofradías
Una tradición traída desde España, las cofradías coloniales surgieron por la necesidad de los fieles de agruparse en organizaciones en torno a una advocación de su devoción con el fin de promover su veneración, preservar su imagen tutelar y realizar las correspondientes fiestas patronales.
En el Claustro de Nuestra Señora del Rosario de la Orden de los Predicadores desde sus etapas más primitivas, fueron fundándose juntas que tuvieron como sede este templo, al mismo tiempo que nuevas devociones llegaban al recinto.
Se tiene constancia de las siguientes cofradías:
- Cofradía del Rosario de la Orden de Predicadores. (Creada en 1588, dedicada a la advocación principal de la iglesia)[2]
- Cofradía de Santo Domingo. (Patrono de la Iglesia)
- Cofradía de Nuestra Señora del Topo. (Contando como miembro destacable al deán Mateo de Castrillón)
- Cofradía de Jesús.
- Cofradía del Amo Sacramentado. (Corpus Christi)
- Cofradía de Santo Tomás de Aquino.
- Cofradía de San Vicente Ferrer.
- Cofradía de Nuestra Señora Dolorosa de la Soledad. (Imagen donada por la familia Tenorio)

Lastimosamente casi la totalidad de las cofradías que algún día contaron con su sede en la iglesia en la actualidad ya no existen más, debido a diversos factores como la independencia, la expulsión de los dominicos de la Nueva Granada o las guerras civiles que conllevaron la emigración de las familias pudientes.

## Retablos

### Altar mayor

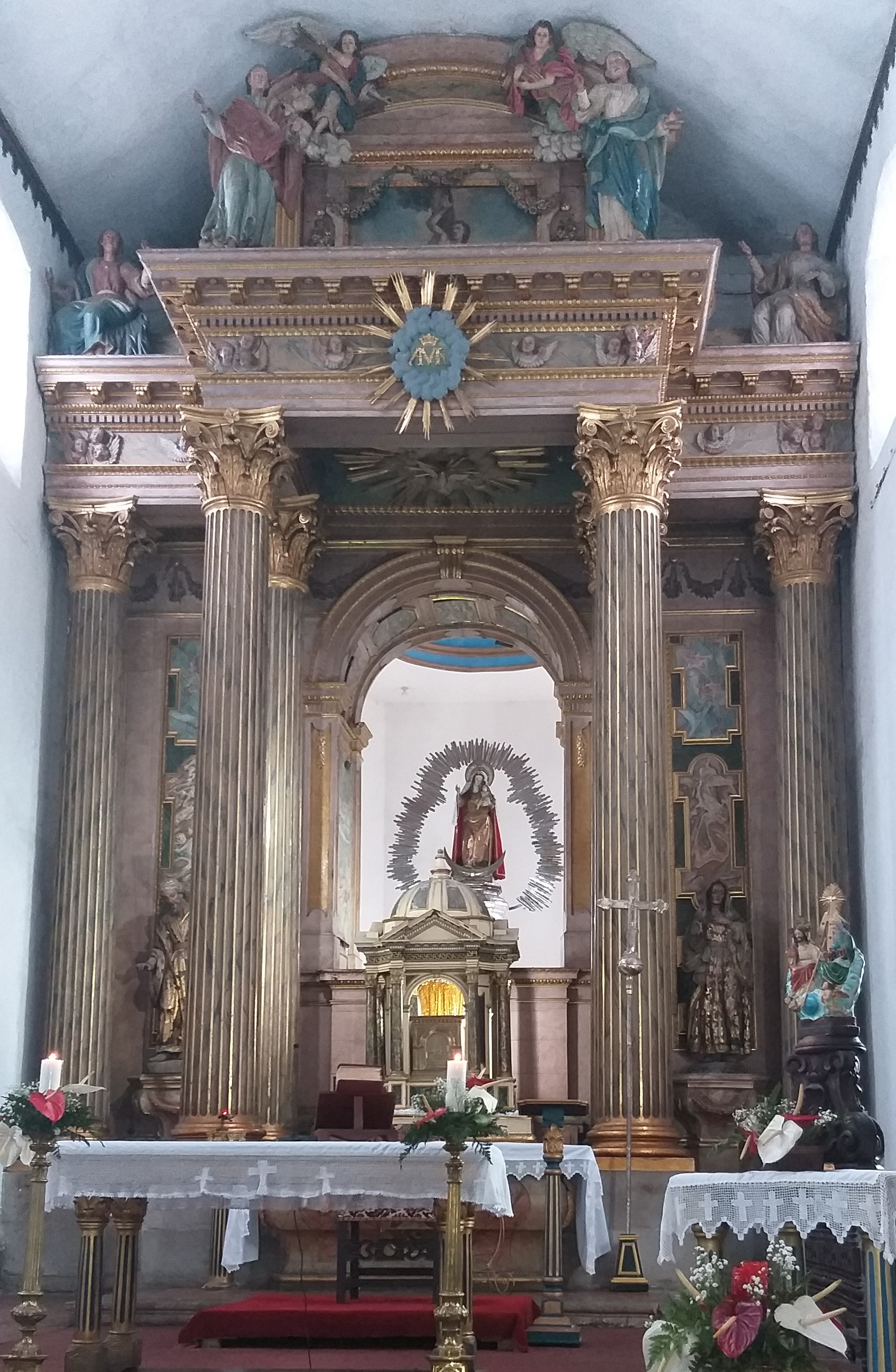
Altar mayor neoclásico de Santo Domingo.

El retablo principal de la iglesia es de una belleza impresionante, que no radica ya en una exagerada extravagancia ornamental como era el objetivo del barroco, como en los demás templos de la ciudad, sino que la imponencia y sobriedad de su estilo, le dan aires de majestuosidad.
Hecho en estilo neoclásico, consta de 4 grandes columnas estriadas con capiteles de orden corintio dorados, que sostienen un arquitrabe y a lo largo del friso del medio se pueden notar querubines flanqueando el nomograma de María con las letras ''MR'' rodeado de nubes y resplandores. En la parte superior del monumento, esta un cuadro de San Sebastián (Santo patrono del convento adyacente) siendo ejecutado a flechazos, se dice que esta obra en óleo es toda de madera de cedro y fue trabajada por el ebanista Camilo Guevara, a los lados al cuadro están las cuatro virtudes cardinales (Fortaleza, Templanza, Prudencia y Justicia), encima del mártir, hay también dos ángeles en pleno vuelo.
En la parte central a nivel inferior, esta el sagrario que custodia las santas ostias consagradas, es una hermosa pieza plateresca con frontón y una pequeña cúpula coronándolo. Sobre esta obra se sabe que fue donada en 1747 por don Cristóbal Manuel de la Peña, y por encima de este se halla el camarín con la hornacina principal en forma de arco de medio punto. Dentro de él, está entronizada la venerada y centenaria imagen de Nuestra Señora del Rosario, advocación del templo y patrona de la orden de los Predicadores, se trata de una talla española del siglo XVI, se le considera la imagen más antigua que llegó a la ciudad y que aún se le rinde culto. La virgen tiene cabellos rizados con mantilla de encaje, en un derecha levanta el rosario y en la izquierda sostiene al niño Jesús que por desgracia se le amputó su brazo derecho, ella cuenta con un vestido dorado tallado y una capa de terciopelo, a sus pies esta una media luna y enmarcándola está un resplandor con rayos en plata que se utiliza en el paso de la virgen de la soledad.
A los lados de la virgen y el sagrario y entre las dos columnas laterales están las imágenes de San Joaquín y Santa Ana, los padres de María, quienes están vestido con prendas bruñidas y estofadas en pan de oro. Réplicas de estas imágenes se encuentran también en la Catedral (a los lados de la virgen apocalíptica) o en la Iglesia del Carmen.
La ejecución estuvo a cargo del ebanista Camilo Guevara, mientras que el diseño y la dirección estuvieron por cuenta del ilustre arquitecto y prelado don Marcelino Pérez de Arroyo y Valencia quien no siguió las normas de esa época que era el barroco, implemento sus ideas y visión de un nuevo estilo que estaba siendo muy popular en la Europa de fines del siglo XVIII, el neoclásico. Resultando una hermosa pieza de arte que es una de las obras más importantes de arte religioso de la ciudad.

### Altares de la nave de la epístola (Sur)

#### Capilla de Nuestra Señora del Rosario de Chiquinquirá

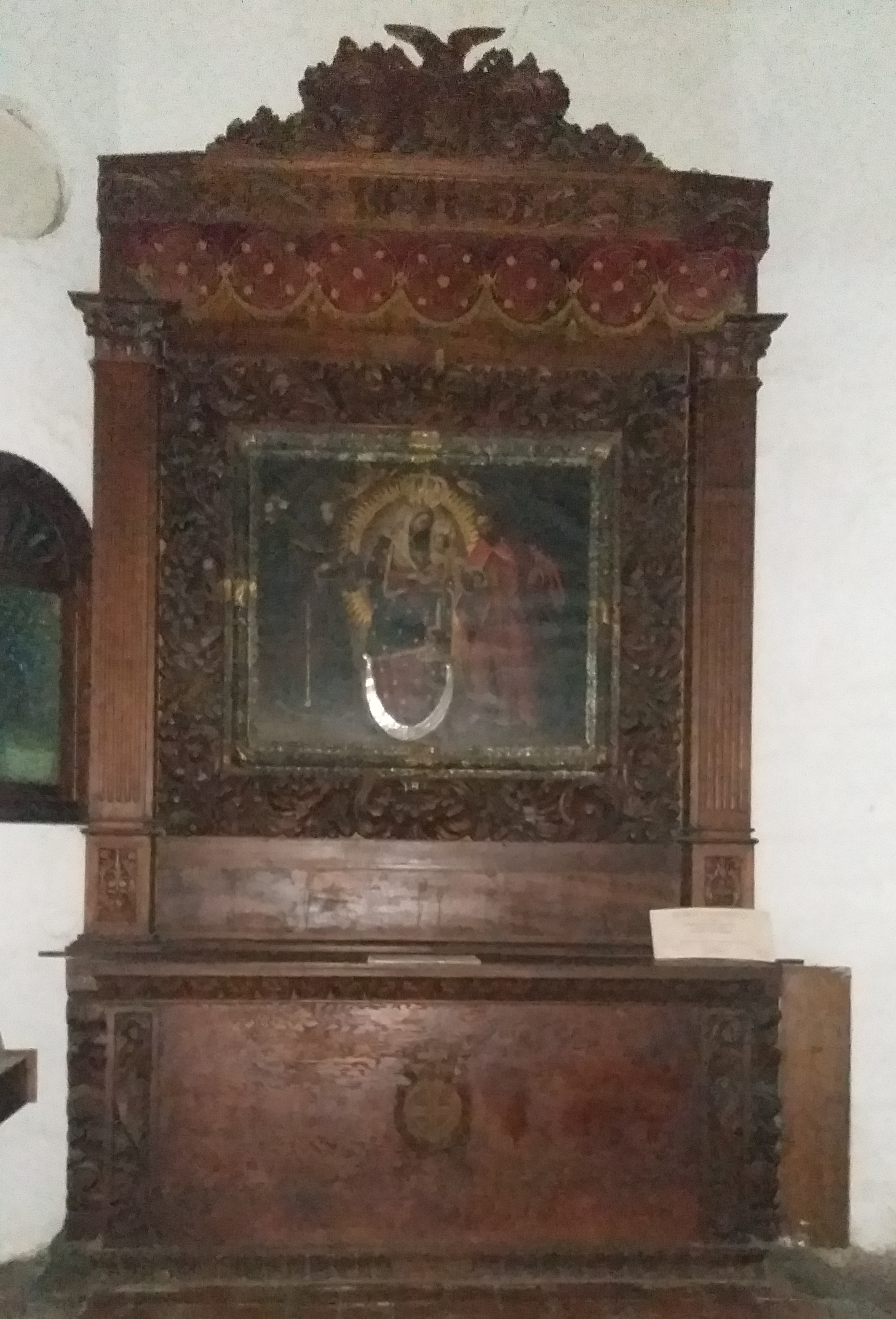
Retablo de Nuestra Señora del Rosario de Chiquinquirá en la capilla dedicada en su honor.

Ubicada al sur del presbiterio, consta de una pequeña estancia con su muro occidental en forma de ábside, en el que se encuentra un bello retablo que resguarda a una de las joyas coloniales más antiguas que contiene la iglesia, un cuadro al óleo de Nuestra Señora del Rosario de Chiquinquirá que probablemente date del siglo XVIII por los años anteriores a 1736. Tras el terremoto y la consecuente reconstrucción del templo, se piensa que durante la intervención y financiación de don Francisco Arboleda se finalizó el presbiterio y las capillas laterales, incluida esta.
El retablo en madera, a pesar de no estar bañado en laminillas de oro como los demás que tiene la iglesia, hay que resaltarle su impecable tallado y calidad de la mano de obra que trabajo en el, tiene un altar para celebrar una misa tradicional o tridentina, algo diferente a la actual por los cambios efectuados por el Concilio Vaticano II, siendo este un elemento muy común en todos los retablos que tienen todos los templos coloniales del centro. Encima del bello cuadro de la virgen sobresale un pequeño sitial o dosel demostrando su realeza como la santa patrona de Colombia.
En el lado sur de la capilla se sitúa la gran imagen del Santo Cristo del Descendimiento, escultura en madera hecha por el hábil maestro escultor don Alcides Montesdeoca en Ibarra, Ecuador. Esta santa estatua fue donada a esta iglesia, por el arquitecto Luis Eduardo Ayerbe Gonzales, quien impulso y agregó el paso del Descendimiento a la procesión del Viernes Santo desde el año de 1999, el Jesús es acompañado también por varios ángeles recuperados de la Torre del Reloj después del terremoto de 1983, estas imágenes fueron tallados por alumnos pertenecientes al círculo de Manuel Chili Caspicara, un reconocido imaginero del Quito colonial.

#### Altar del Calvario

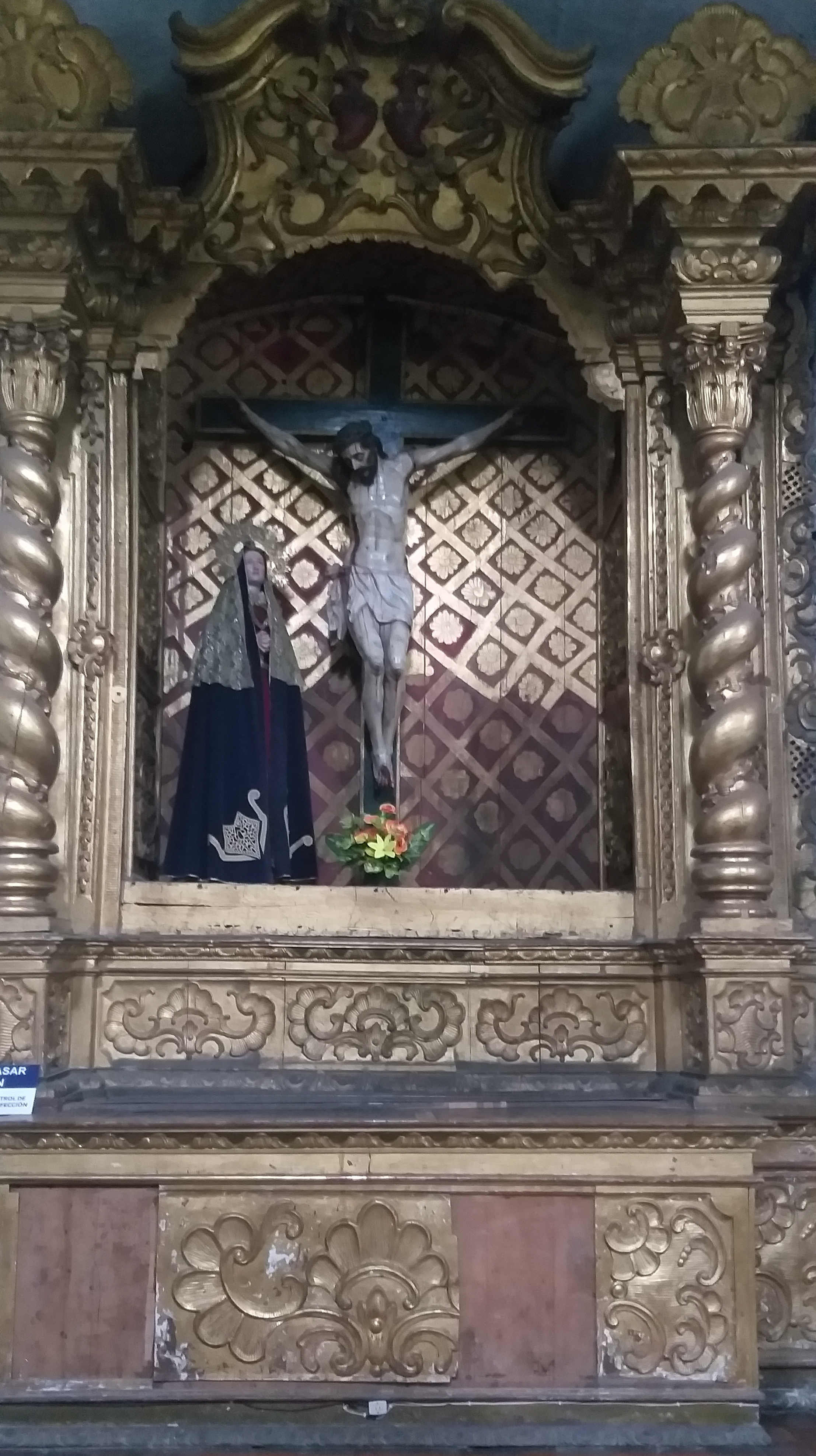
Retablo con las imágenes del Santo Cristo y Nuestra Señora de la Soledad.

El primer retablo lateral de la nave de la epístola, está ubicado al lado de la capilla de la virgen de Chiquinquirá, consta de un altar en la parte inferior para la celebración de la misa tridentina, que por desgracia ha perdido varias partes originales debido a las malas medidas de conservación, sobre este se apoyan las bases de dos columnas salomónicas enroscadas bañadas en pan de oro con bellos capiteles compuestos con algo de influencia corintia que sostienen dos escudos con motivos vegetales, estos a su vez enmarcan un dosel en forma semicúpula que resguardan a los sagrados e inmaculados corazones de Jesús y de María rodeados de resplandores.
Un arco sirve como marco para la hornacina que su pared posterior tiene motivos romboidales con centro circular, con todo habiendo sido debidamente dorado denotando la riqueza de sus mecenas, las familias ricas del sector y la feligresía.
Este altar sirve de sitio de veneración para tres imágenes de gran valor artístico, cultural, devocional e histórico para la ciudadanía payanesa, como lo es el Santo Cristo Crucificado, la cual es una imagen perteneciente a la conocida Escuela artística de Sevilla, fue traída a la ciudad desde España en el siglo XVIII y fue utilizada en primera instancia para la ceremonia del Descendimiento de Jesús y la Adoración de la Santa Cruz durante los actos litúrgicos que tienen lugar el Viernes Santo que estaban a cargo de los frailes de la orden de predicadores (Lo cual explica los brazos movibles de la imagen), pero que con el tiempo y la necesidad de un crucifijo para la procesión, la escultura comenzó a ser parte de la Semana Santa desde entonces.
Al pie de la cruz se halla la imagen de Nuestra Señora Dolorosa de la Soledad, estatua atribuida al hábil maestro José Fernández Guerrero que se cree que esculpió a la virgen en la ciudad de Cádiz durante el siglo XVIII. Fue por mediación y encargo de la aristócrata señora doña Asunción Tenorio y Arboleda que esta santa obra pudo llegar a Popayán y ser venerada en esta iglesia. Con la tradición que una dolorosa cerrara todos los desfiles procesionales durante los días santos, la virgen de la soledad fue incluida en el Viernes Santo para que acompañe al Cristo Yacente. 
Mientras que a la izquierda de la Virgen de la Soledad se halla la talla de San Juan Evangelista que es proveniente de la Escuela Quiteña de arte del siglo XVIII y que desfila en las procesiones del Viernes y Sábado Santo.

#### Altar de San José

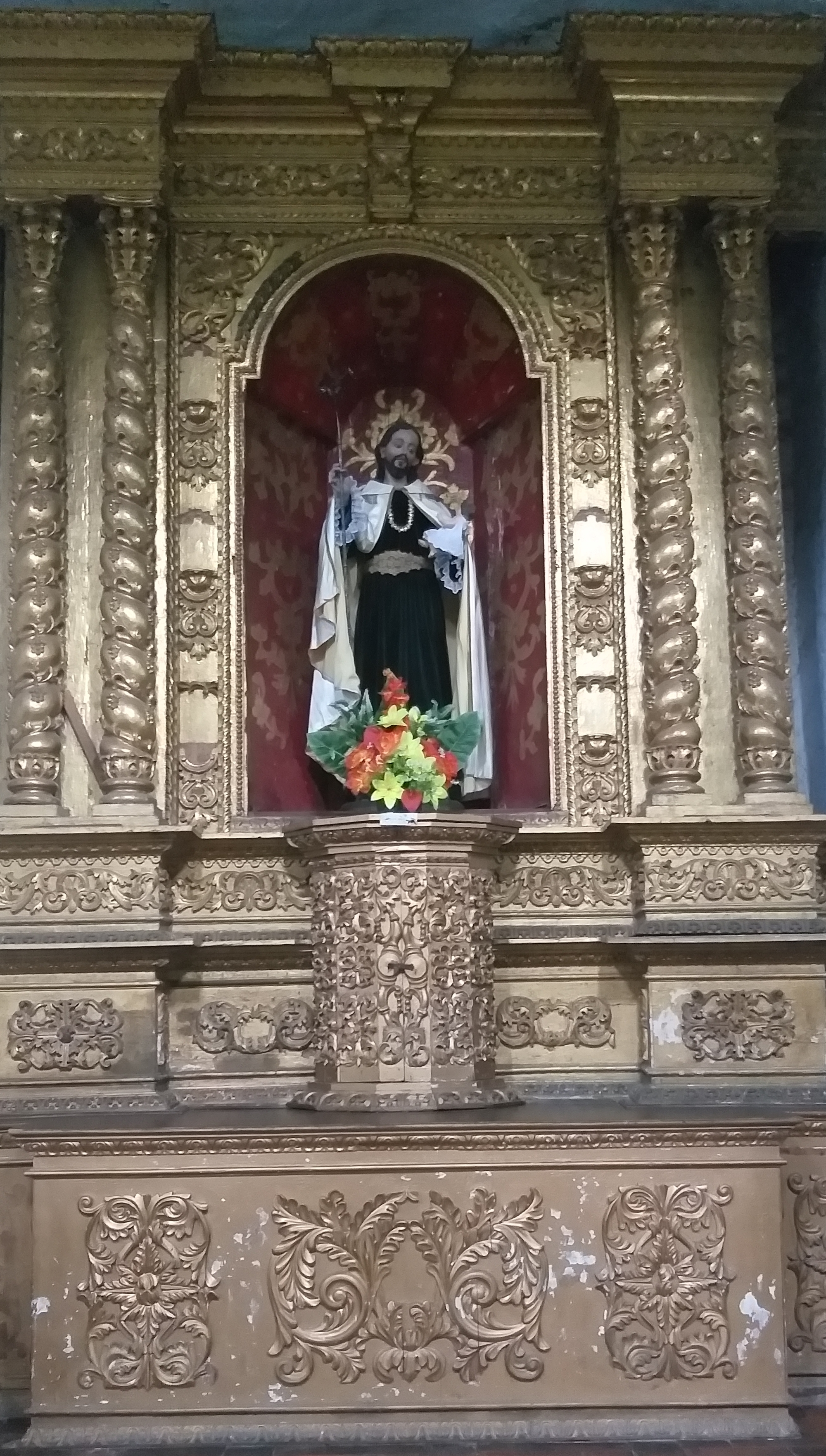
Altar dedicado al patriarca San José con el Niño Jesús.

Una de las tantas joyas coloniales de gran valor artístico e histórico es este retablo que destaca por estar casi en su totalidad bañado en láminas de oro, además de contar con el característico altar para la antigua misa tridentina, sobre este cuenta con un pequeño sagrario de cara octogonal decorado con motivos vegetales y de plantas. Una doble base a cada lado de este último, son soporte de columnas geminadas o pareadas salomónicas de capitel corintio que sostienen un pequeño arquitrabe. En el centro esta un arco abocinado que sirve de hornacina para la advocación a quien se le rinde culto en este espacio y flanqueando este sitio hay 3 nichos a cada lado para el resguardo de imágenes más pequeñas (tales como ángeles o santos).
La sagrada imagen de San José de Nazaret es una escultura de vestir en madera que es de procedencia española del siglo XVIII, concretamente de Cádiz, llegando esta advocación a la ciudad por mediación de don Francisco de Arboleda, fue gratamente recibida por los vecinos y pobladores de la parroquia, por lo que se fundó a su alrededor una cofradía dedicada a propagar y perpetuar su culto y devoción. La elaborada efigie cuenta con una azucena de tallo largo en su diestra que le sirve como una especie de bastón, mientras que el dirige su mirada paternal al santo Niño Jesús que sostiene en su mano izquierda, el patriarca esta vestido con una saya café de tonos negros oscuros con cíngulo dorado y una túnica de color blanca abana con volantes de tonos oro en el borde de misma forma esta vestido Jesucristo. 
Este retablo es uno de los mejor conservados con que cuenta este santo lugar, sobre todo por algunas obras de restauración efectuadas después de 1983, también se destacan las pocas piezas que le faltan, perdidas a lo largo del transcurso de las décadas de esta centenaria pieza de ebanistería, lo cual es un factor bastante raro, teniendo en cuenta las paupérrimas condiciones de cuidado que tienen las piezas coloniales ante agentes biológicos o saqueo esporádico. 

#### Altar de Nuestra Señora de Lourdes

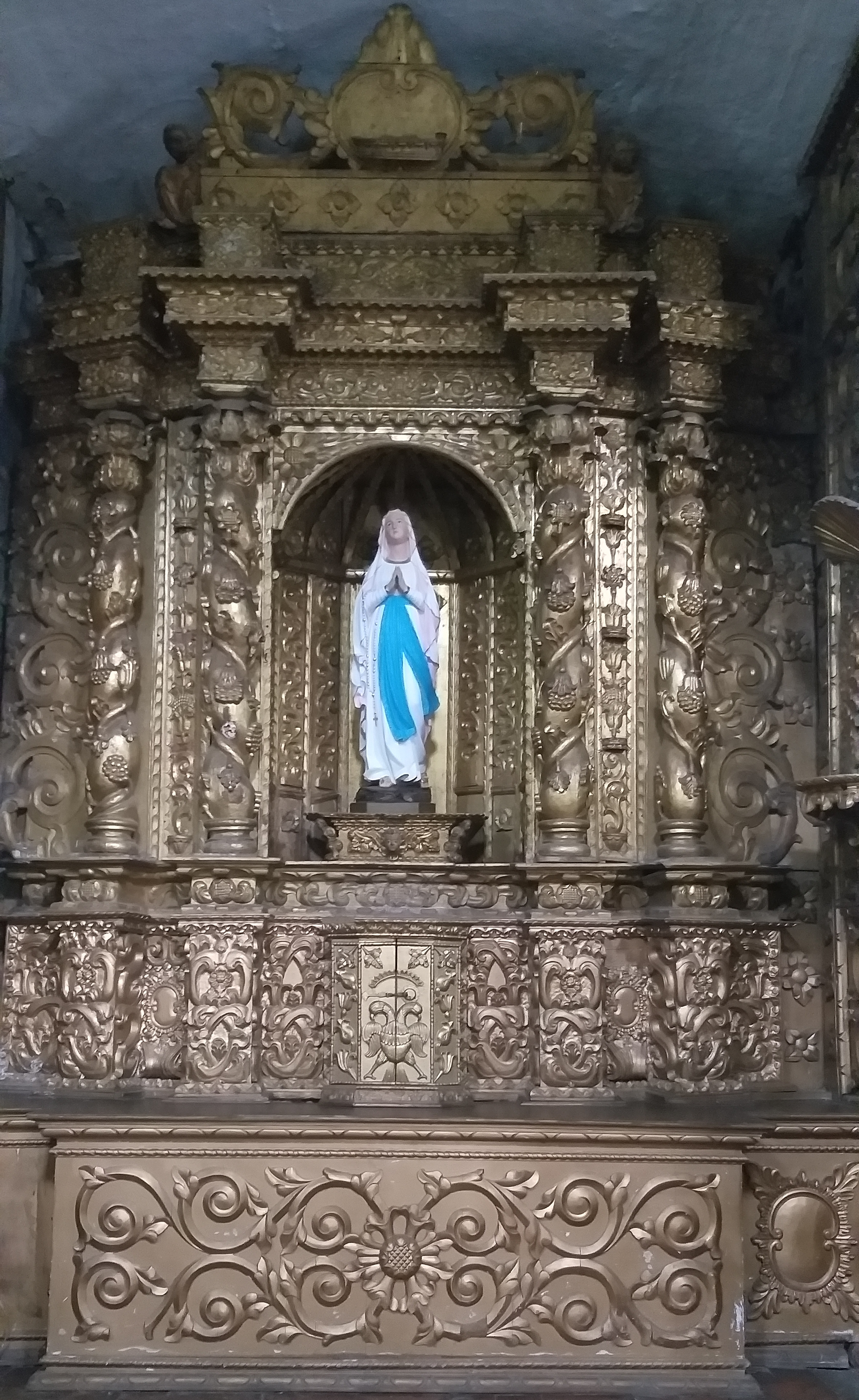
Retablo dorado engalanado por Nuestra Señora de Lourdes.

Siendo el tercero que se encuentra en el lado norte, este majestuoso retablo, es sin duda la pieza más hermosa y elaborada que se ubica a en las naves periféricas de Santo Domingo, destaca por no poseer más color que el dorado, esta bañado en su totalidad por láminas de pan de oro, en la primera parte inferior esta el tradicional altar, que se usaba en antaño para celebrar la misa tradicional, cuando eran grupos pequeños de feligreses, liturgias especiales o para celebrar una fiesta patronal de santo a quien se le estaba dedicado el sitio.
Tiene el arco central flanqueado por cuatro columnas salomónicas enroscadas con racimos de uvas a lo largo de su fuste con sus respectivas bases y capiteles, que son muy particulares al estar compuestos por hojas de acanto pero distribuidas en forma semejante al orden palmiforme y no tanto al corintio. Un arquitrabe también se hace presente sobre los pilares, que de forma escalonada sustentan a un nicho de forma triangular que no contiene imagen alguna pero si dos volutas a los lados en forma de motivos vegetales.
Por debajo de la hornacina central hay un pequeño sagrario que tiene en su centro una águila bicéfala tallada (signo distintivo de la heráldica de la familia de la casa de Austria), siendo un signo rememorativo a la gran dinastía de los Habsburgo que gobernó y forjó el Imperio Español, más conocida como Monarquía Hispánica desde el año de 1516 con el emperador Carlos I de España y V del Sacro Imperio Romano Germánico hasta la muerte sin descendencia del rey Carlos II ''El Hechizado'' en el 1700, casi 40 años antes de la construcción del templo actual.
La efigie de Nuestra Señora del Rosario de Lourdes esta fabricada en yeso y es obra del maestro escultor Ignaz Raffl (1828-1895), un artista italiano cuya trabajo en la elaboración de imágenes religiosas en gis y en bronce adquirieron gran importancia a partir de la segunda mitad del siglo XIX, fundando así la Casa Raffl en París, Francia. Se cree que entre 1857 hasta 1903 pudo haber arribado la escultura a Popayán, lapso de tiempo en el que tuvo lugar el apogeo del taller de fabricación de la virgen.

#### Altar de San Vicente Ferrer

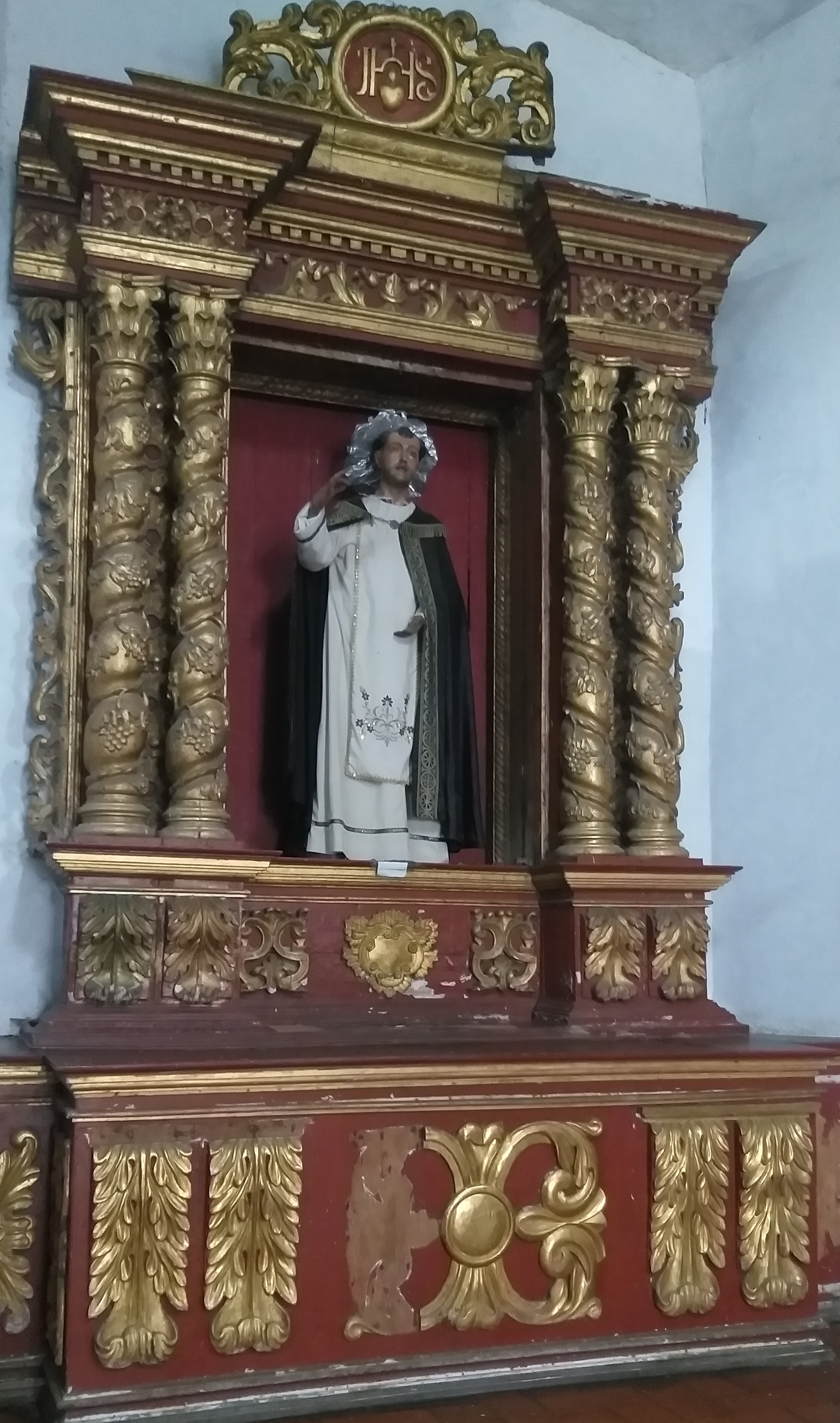
Imagen de San Vicente Ferrer en el altar dedicado a él.

Ubicado justo al otro lado de la puerta lateral de la iglesia, es un bonito retablo que tiene los elementos característicos de los dos estilos en los que fueron concebidos la mayoría de los otros realizados para este templo, tales como poseer un par de columnas geminadas de orden salomónico con capiteles parecidos al corintio, pero con más uso de la hoja de acanto en la decoración, estas tienen sus bases sobre el altar para la celebración de la misa tridentina en los tiempos coloniales.
El arquitrabe se divide en tres secciones, la central y la que están sustentadas en los pilares enroscados que a lo lardo de su fuste se hayan engarzadas vides y racimos de uvas rememorando el papel del vino en la pasión de nuestro señor Jesucristo al simbolizar la sangre que se derramaría en su sacrificio y que fue bebida por él y sus discípulos durante la última cena.  
En el centro, sobre el friso antes mencionado está presente un medallón en forma de óvalo que en su interior contiene el sagrado nombre de Jesús en el monograma de las siglas de (JHS) que significa en su forma latinizada (IHS) como Iesus Hominum Salvator o ''Jesús Salvador de los Hombres'' en español, la forma en la que está representado en este retablo en peculiar, sobre todo en la H, por debajo del intermedio es esta letra está el Sagrado Corazón de Cristo que de él salen llamas de amor, sobre este y en medio de la línea de unión está el símbolo del omega (Ω) que era el último carácter del alfabeto griego, una cruz sobre el signo anterior muestra la victoria de Dios sobre el pecado. 
En el centro del nicho principal de forma rectangular está depositada la imagen de San Vicente Ferrer, quien fue un ilustre fraile dominico del Reino de Valencia que se dedicó ampliamente a la predicación en diversos lugares de la Europa del siglo XIV. Esta escultura por sus características se piensa que fue traída de España, sobre todo durante el auge del mecenazgo de doña Asunción de Tenorio y Arboleda, lastimosamente la efigie ha presentado un deterioro preocupante sobre todo por parte de la pérdida del encarnado de su policromía.

#### Altar de La Piedad y los Santos Nicodemo y José de Arimatea

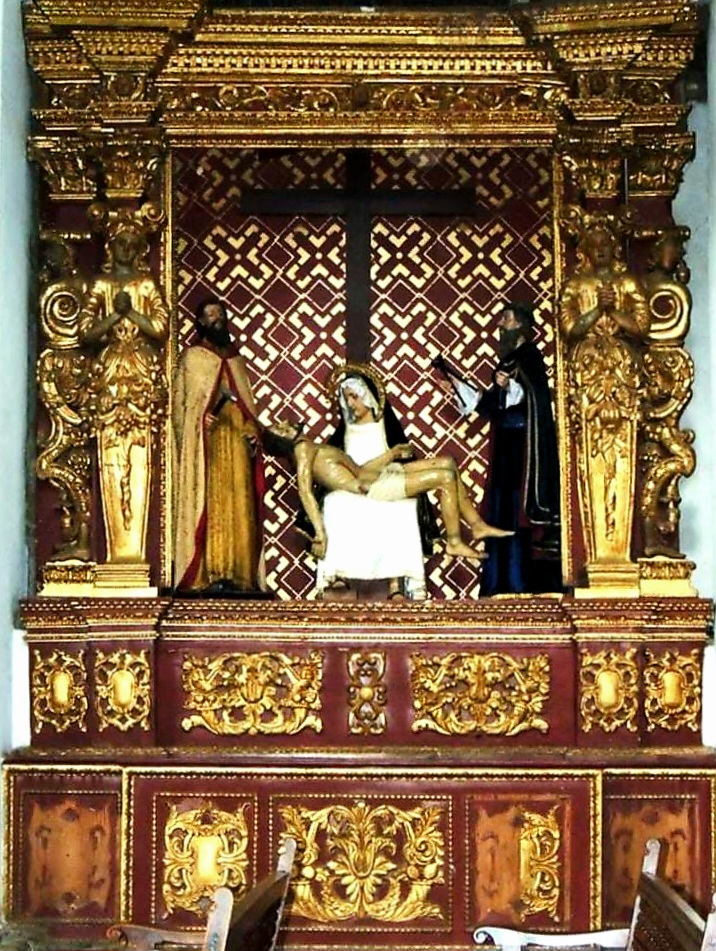
José de Arimatea y Nicodemo a los lados de La Piedad..

El último retablo de la nave de la epístola es una valiosa pieza de arte payanes del maestro Sebastián, debido a que este es más apegado al orden neoclásico que otras obras de Santo Domingo, aunque tenga cierto parecido con los demás. Lo cierto es que aquí ya no se usan las típicas columnas salomónicas enroscadas que son típicas en el barroco del Nuevo Mundo y europeo para sostener el arquitrabe. En cambio se sirve de usar pilares antropomorfos de figura femenina más conocidas como las cariátides que eran muy usados en la antigüedad clásica. Tal vez el caso más famosos son las que sostienen la tribuna en el Erecteón que hace parte de la Acrópolis de Atenas en Grecia.
En este altar se ven representadas dos cariátides, en cuyo torso de la del lado oriental brotan las hojas de acanto hasta formar el busto y la parte superior del cuerpo de ella, mientras que la del lado opuesto, surgen vides y racimos de uvas hasta tu pecho. Ambas están casi en su totalidad recubiertas de láminas de oro a excepción de sus miembros superiores y la cara que están encarnados y policromados, sus manos juntas son señal de oración y su rostro refleja dolor con tristeza y está ligeramente inclinado hacia el centro. Sobre sus cabezas surge un capitel con forma de palma que da pie al friso.
La hornacina en forma de rectángulo, esta engalanada por la Santa Cruz en el centro y enfrente se suele ubicar la imagen de La Piedad que está inspirada en la conocida obra de Miguel Ángel, esta escultura fue hecha por el payanés Alfonso de los Reyes Peñaherrera hacia mitad del siglo XX, a ambos lados de la virgen están San José de Arimatea a su izquierda (llamado comúnmente como El Varón de las Tenazas), que proviene de España y es del siglo XVIII, por el otro lado, San Nicodemo a su derecha (llamado comúnmente como El Varón del Martillo), que consta de una imagen quiteña del mismo siglo que la anterior, todo este conjunto en su totalidad en el retablo, hace alusión a la decimotercera estación del Vía Crucis, aparte que las tres efigies salen a procesionar el Viernes Santo, cada uno en sus respectivos pasos.

### Altares de la nave del evangelio (Norte)

#### Capilla del Santo Sepulcro (Antigua capilla de Nuestra Señora del Topo)

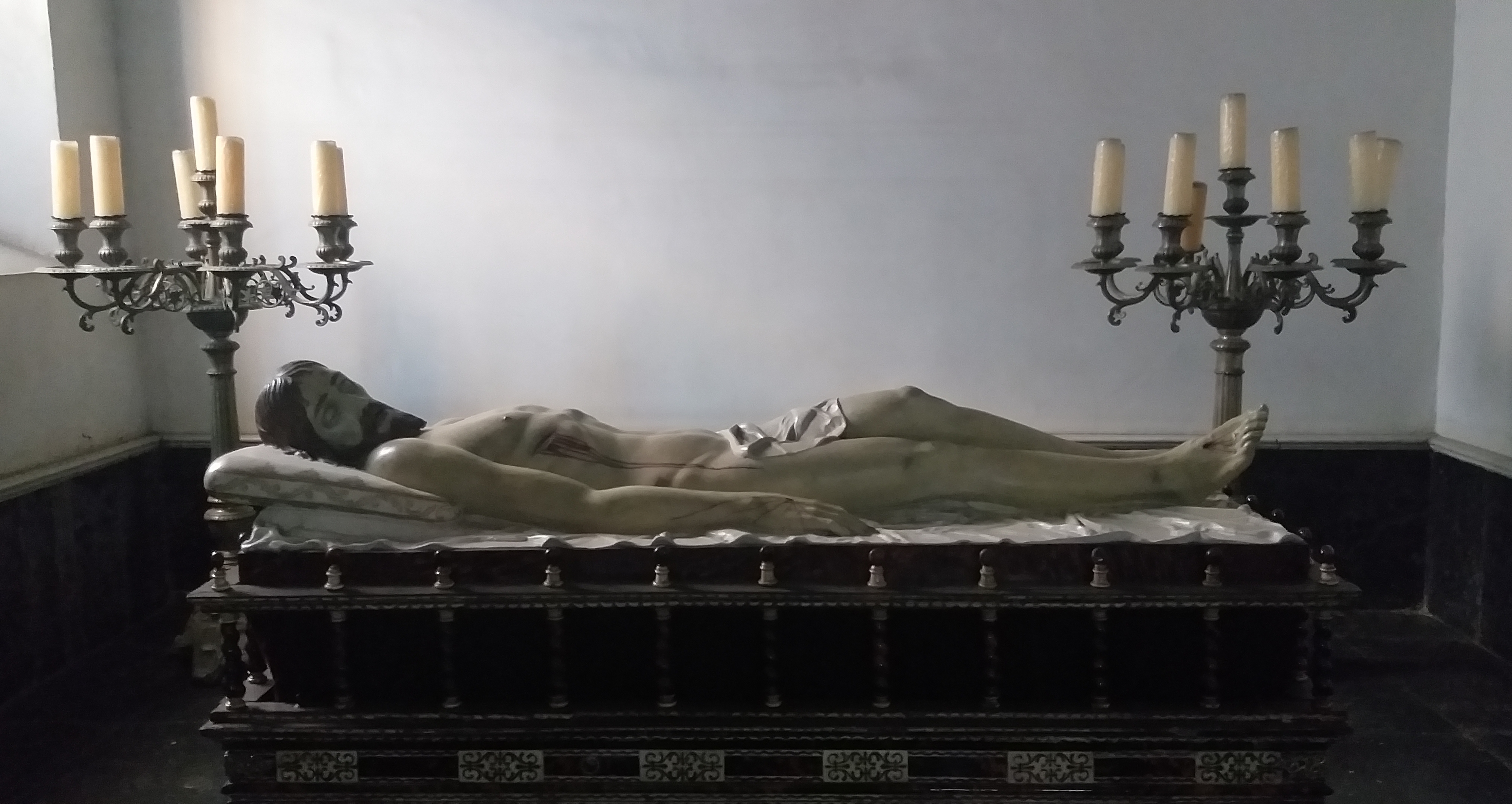
Sarcófago con la efigie del cristo yacente dentro de su capilla.

Encontrándose en la cabecera de la nave del evangelio, es una capilla de planta rectangular diferente a la forma del ábside que tenía la capilla del lado opuesto en el lado de la epístola. en su interior tiene como elementos de decoración dos candelabros de 6 brazos cada uno junto con el central, todo hecho en metal y de fina elaboración, también en el artesonado del techo fabricado en madera y dorado, cuelga una lámpara de bacarat que ayuda a la iluminación del espacio, sin embargo para esta tarea también se sirve de una ventana en la pared norte que contiene un hermoso vitral multicolor que en su centro se haya representado el escudo de la Orden Ecuestre del Santo Sepulcro de Jerusalén, que sale todos los Viernes y Sábados Santos a procesionar, resguardando las imágenes de Jesús sepultado y resucitado. Todos los elementos antes mencionados fueron donados por la Familia Ayerbe González a mediados del siglo XX.
Esta capilla data de los primeros años de la reconstrucción de la iglesia desde del sismo de 1736, fue por encargo del Deán don Mateo de Castrillón y Quiroz que se construyeron las capillas laterales del presbiterio por orden de su testamento que dejó en 1728, sobre todo esta del lado norte que fue dedicada en su inicio, al culto de Nuestra Señora del Topo por parte de su cofradía, se decía que aquí se resguardaba el lienzo de la virgen pintado por los discípulos de Luis de Morales en su retablo.

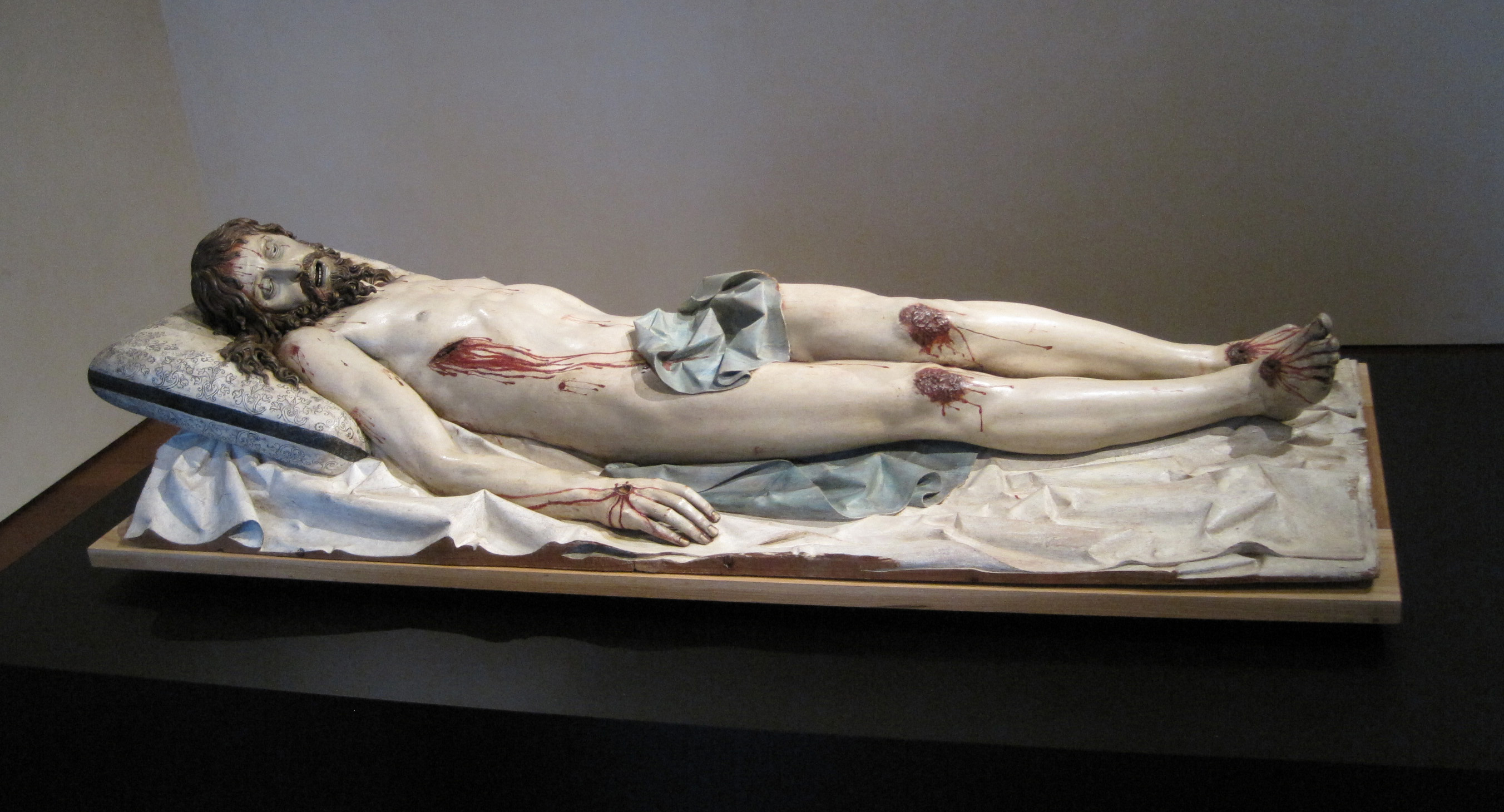
Cristo yacente (1627), obra de Gregorio Fernández. Inspiración para el de Lamiel.

Permaneciendo así este sitio sin mayores cambios, en un tiempo no determinado, el cuadro de Santa María del Topo fue retirado de este espacio y ahora se resguarda en el Museo Arquidiocesano de Arte Religioso. Pero no fue sino hasta ya hacia la mitad del siglo XX, cuando llega a Santo Domingo la efigie de Cristo Yacente que fue tallada por el maestro José Ascencio Lamiel, inspirado por el que hizo Gregorio Fernández en 1627 y que actualmente se encuentra en el Museo Nacional de Escultura de Valladolid. La imagen de Jesús reposa hoy sobre un impresionante sarcófago aterciopelado que data del siglo XVIII y que fue traído desde Sevilla por donación de la señora Asunción de Tenorio y Arboleda, esta enchapado en carey con incrustaciones de marfil y plata española, dato curioso del ataúd es que es su interior guarda un fragmento de roca proveniente de la propia tumba de Jesús en la Basílica del Santo Sepulcro, esto fue gracias a la mediación del arzobispo Diego María Tamayo. En honor de esta santa imagen es que se realiza la procesión del Viernes Santo más conocida como la del Santo Entierro de Cristo, siendo el paso protagónico de la noche acompañado por 4 damas plañideras a cada lado.

#### Altar de Santo Tomás de Aquino

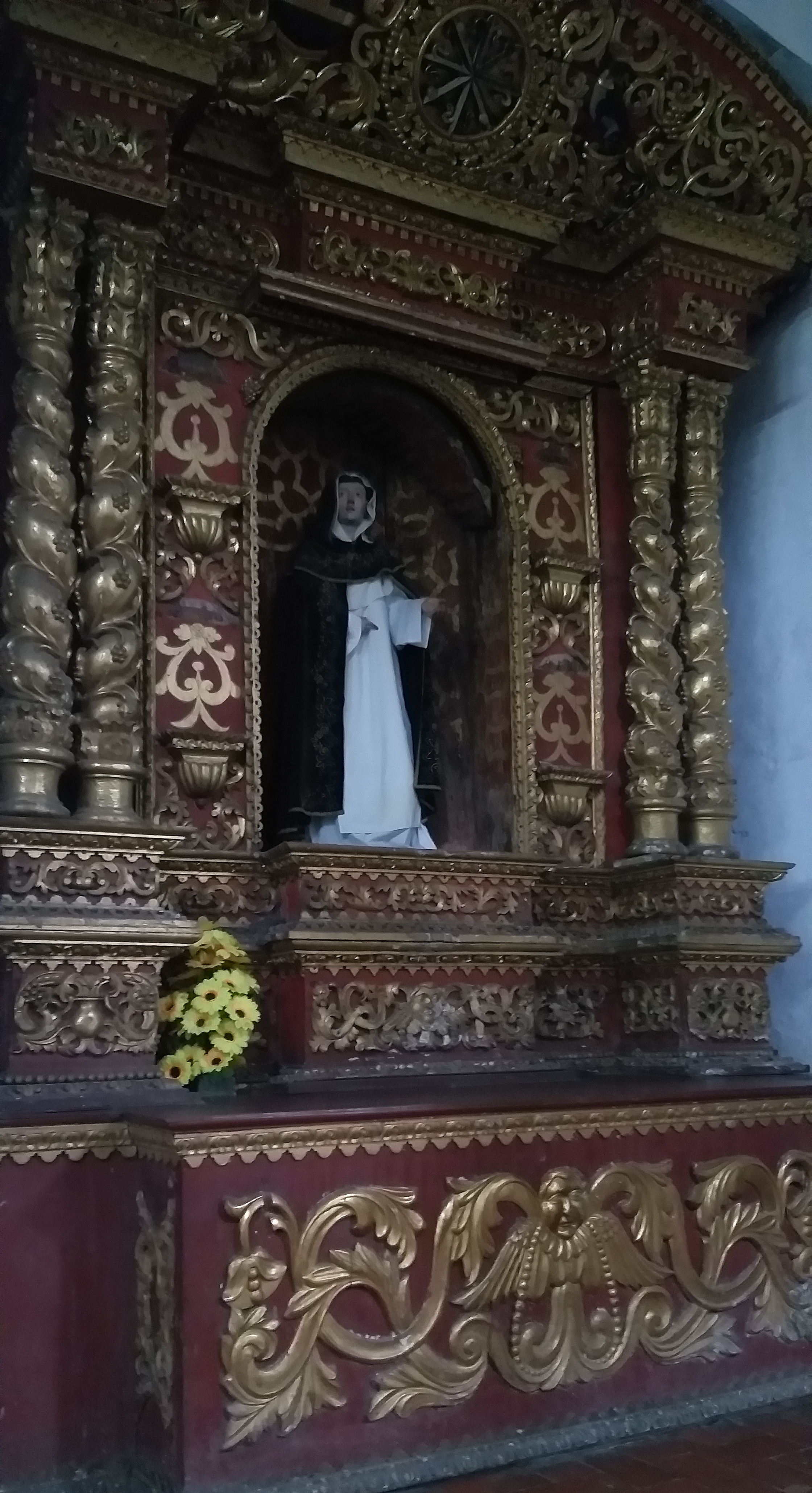
Exuberante retablo barroco, con el santo fraile dominico en su interior.

Hermosa obra de arte de la escuela payanesa de arte, se sostiene que fue el maestro Sebastián el realizador de este precioso retablo que cuenta con un sotabanco que servía como un altar para la antigua misa tridentina, que tiene en su frontis la imagen de un querubín con sus alas desplegadas rodeado de adornos de tipo vegetal y con las típicas hojas de acanto del arte colonial y europeo, en el cuello del ángel prende una especie de rosario de cuentas que se pierde por detrás de la decoración.
A ambos lados de la hornacina en forma de arco de medio punto existen 2 repisas que servirían para sustentar imágenes acompañantes a la central, pero que por el momento están vacías y no se tiene registro de que alguna vez estuvieran ocupadas, flanqueando a todo este conjunto se encuentran un par de columnas salomónicas geminadas con lianas de flores a lo largo de su fuste enroscado, el capitel que lleva es doble y se trata de hojas que de forma bulbosa, levantan otro capitel semejante al corintio.
El friso que se levanta sobre lo alto del retablo tiene la peculiaridad de no estar subdividido en 3 porciones, como lo es habitual (la parte del centro y sobre las columnas), aquí en cambio en la parte del nicho principal sobresale una parte del arquitrabe a similitud de un dosel, lo que podría significar jerarquía y estatus de la imagen a la que se le rinde culto en ese espacio. En la parte superior y coronando todo el conjunto está un frontón semicircular que contiene un medallón central en forma de circunferencia que tiene el escudo de la comunidad de la Orden de los Predicadores más otras 4 puntas que brotan del centro a sus laterales formando un símbolo similar a una rosa de los vientos, a su diestra está el orbe de poder con la cruz y a la izquierda está el globo terráqueo que simbolizaría el poder de Dios y Jesús sobre el mundo.
Este santo lugar esta dedicado a la memoria de Santo Tomás de Aquino, un santo erudito dominico que fue declarado como Doctor de la Iglesia por San Pio V en 1567 y que fue una figura clave en la filosofía cristiana medieval con obras como la Summa theologiae. La imagen que se puede apreciar en Santo Domingo, es proveniente de Quito y llegó aquí el 14 de mayo de 1793 y fue don Lorenzo de Mosquera quien la donó al claustro, siendo descrita como una estatua angelical y hermosa, sobre todo cuando fue revestida con su túnica y hábito dominico con bordado de oro de más de 600 pesos de costo que sufragó don Francisco Antonio Arboleda como aporte que recibió el prior Fray Juan Albán.

#### Altar de Santo Domingo de Guzmán

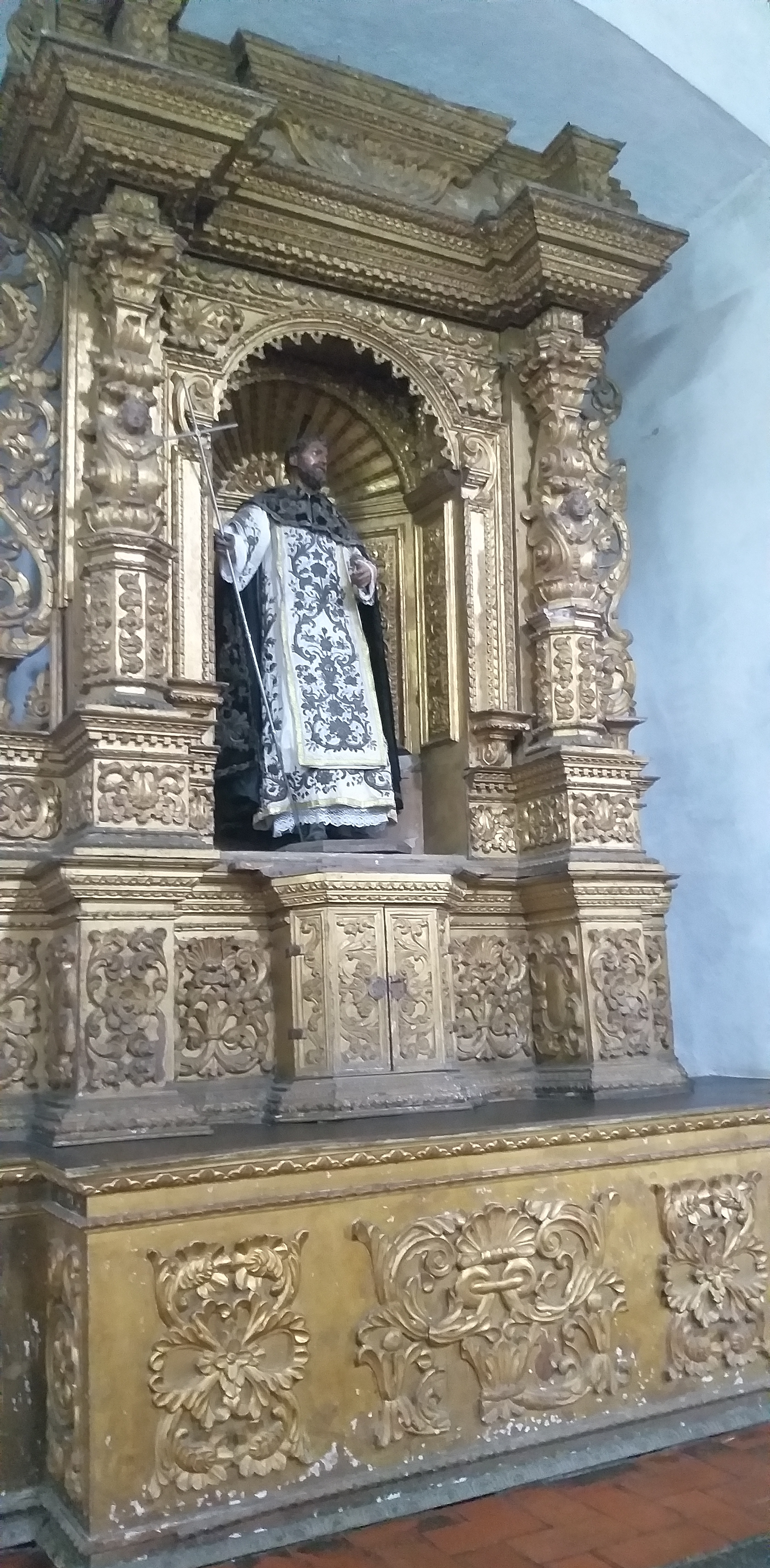
El fundador de los dominicos en su espectacular altar barroco.

Puede que tal vez este sea el retablo de mayor importancia de la iglesia, no tanto por su extravagancia en su decoración, sino más bien por el significado que posee, al estar resguardando al santo fundador de la Orden de los Predicadores. Revisando primero la fisionomía de la obra en si, tiene un altar en su sotabanco en el antaño se celebraba la misa tradicional cuando se requería en una fiesta en específico o la festividad del santo al que se le estaba dedicado el lugar.
Contiene un pequeño sagrario de forma poligonal y que en el se guardaban las sagradas ostias consagradas, pero que dejó se ser usado cuando las misas pasaron a ser celebradas solamente en el altar mayor. A ambos lados del nicho principal están 2 columnas muy especiales con sus respectivas bases, debido a que estas no son las típicas salomónicas del barroco o las de cuerpo estriado como en las neoclásicas, en su lugar son de orden estípite que cuentan al inicio con un fuste octogonal que se convierten en una basa de flor y que después en forma de espiral de viento pero con hojas de acanto en sus extremos continua la columna, igualmente adornan esta parte dos querubines en pleno vuelo. Después prosigue los capiteles que son de orden corintio y que sustentan el arquitrabe.
El friso pese a ser bastante común como los demás retablos, no deja de darle imponencia al monumento, sobre este se alza el colofón que consta de una cornisa que tiene un decorado en forma semicircular sustentándolo, ornamentación descrita por el historiador Diego Castrillón como '' un remate decorado con roleos de vid y pájaros (...) columnas del conocido tipo berninesco y en los flancos aparece el roleo de costumbre con la máscara humana.'' 
La hornacina central está enmarcada por un arco de medio punto polilobulado también llamado como festoneado de herencia mudéjar. Aquí se venera al patrón y una de las advocaciones principales de la iglesia y quien justamente le da el nombre al templo, Santo Domingo de Guzmán quien fuese el que fundó la comunidad de los padres dominicos en el año de 1216 con la debida aprobación del papa Honorio III, siendo su primer maestre hasta su muerte en 1221 en la ciudad de Bolonia. La imagen que se conserva en el retablo fue traída desde España en el siglo XVIII como muchas otras tallas y ornamentos fue doña Asunción de Tenorio y Arboleda la que hizo esto posible.

#### Altar de Cristo Resucitado

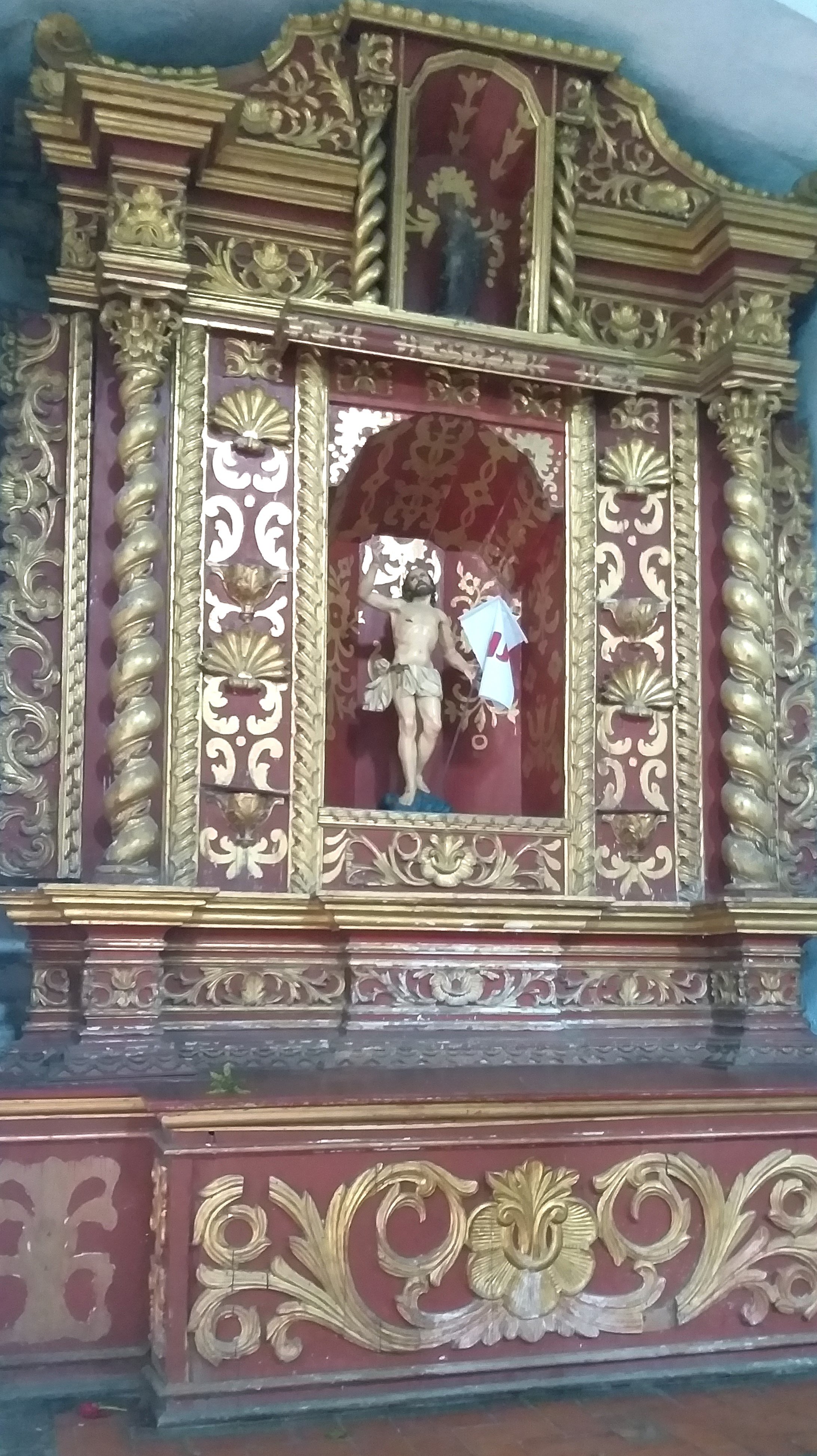
Retablo barroco con la imagen del Resucitado en su interior

Ubicado al costado izquierdo de la puerta lateral de acceso al templo, destaca por ser el último altar propiamente dicho que tiene la nave del evangelio, ya que el confesionario que le prosigue no cuenta con un sitio en el que se pudiera celebrar la tradicional misa tridentina. En el frente del sotabanco hay un bello relieve dos haces de hojas de acanto con sus ramas que se entrelazan en el medio y se unen por medio una flor que muestra cinco pétalos.
Mas arriba sobresalen 3 bases, dos para las pilastras y la de la mitad que sirve como podio para la hornacina central, la cual esta rodeada a su vez a cada lado por dos repisas a semejanza del retablo de Santo Tomás de Aquino, sin embargo estas cuentas con otra ornamentación un poco más vistosa, sobre todo en la cabecera donde irían las imágenes que rodearían al santo de en medio hay conchas de venera doradas, estas tenían un gran significado en la España medieval, ya que era símbolo de los peregrinos que viajaban a visitar al apóstol Santiago El Mayor en su catedral en Compostela, sirviendo esto como una ruta de intercambio cultural, que no solo fue de índole religioso sino que trascendió al comercio y transacción de conocimiento entre los reinos europeos.
Dos columnas salomónicas típicas del Barroco se hacen presentes que imitan a las que realizó Gian Lorenzo Bernini para el Baldaquino de la Basílica de San Pedro en el Vaticano, que a su vez que piensa que fue el propio emperador Constantino I que las trajo desde el Templo de Jerusalén hasta la tumba de Pedro. Aquí se puede distinguir un detalle único que no lo tienen los otros retablos laterales con altares de Santo Domingo, que es tener un segundo nicho por encima del principal que guarda una pequeña imagen que representa a Jesús después de salir del sepulcro.
Mientras que este retablo esta dedicado a Cristo Resucitado que en su hornacina central guarda una efigie del mismo y que se expone en el altar mayor cada domingo y Pascua de resurrección hasta la fiesta del Pentecostés.

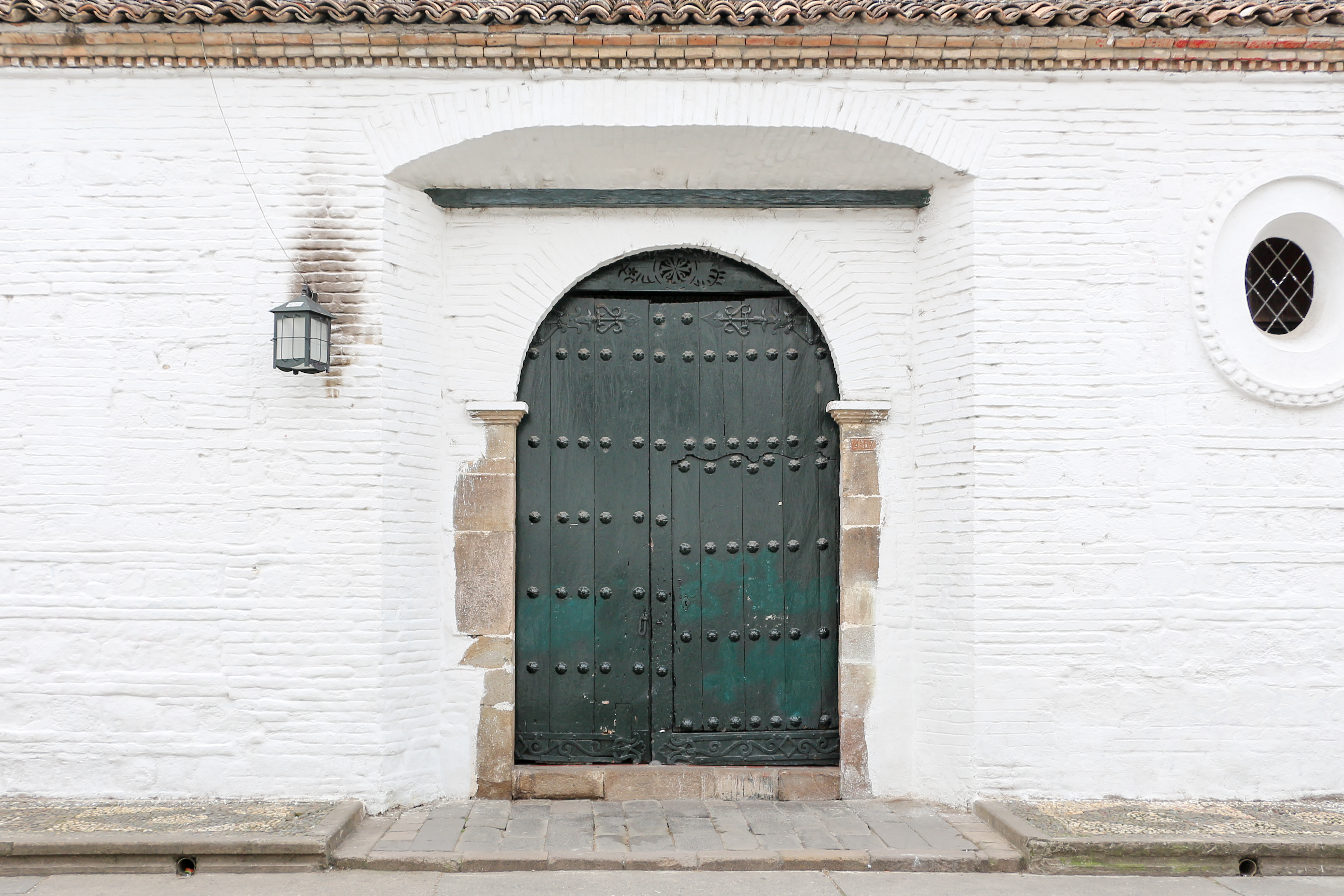
Entrada lateral de la iglesia de Santo Domingo que da hacia la calle homónima (Calle 5).

#### Retablo - Confesionario

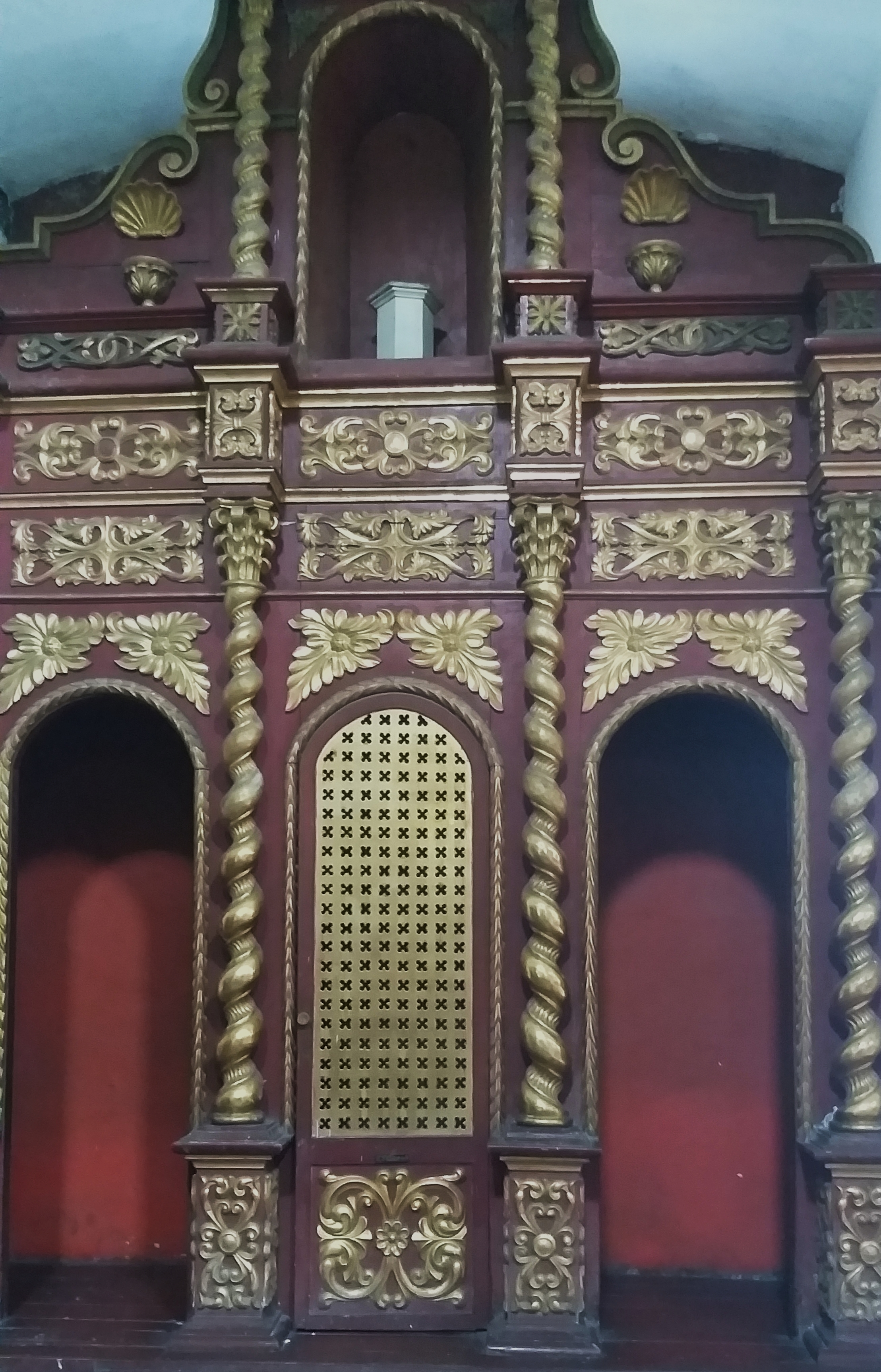
Gran confesionario en forma de retablo barroco.

El último retablo de la nave del evangelio resulta ser un caso único no solo en la iglesia de Santo Domingo, sino que de todos los templos del Centro Histórico de Popayán, porque no se limita a ser un lugar de veneración también en el cumplimiento de la función de ser un confesionario, el cual es utilizado por los sacerdotes y los feligreses para realizar el sacramento de la penitencia siguiendo el mandato de Jesucristo durante su aparición a sus discípulos después de la resurrección gloriosa del sepulcro referida en la biblia cuando les dijo "Recibid el Espíritu Santo. A quienes perdonéis los pecados, les quedan perdonados; a quienes se los retengáis, les quedan retenidos." (Juan, 20: 22-23). 
Por ende, este retablo cuenta con tres arcos de medio punto con cintillas doradas a lo largo de su borde, los cuales los laterales son para los creyentes y puedan confesarse de todo corazón al sacerdote que se sienta en un sillón de terciopelo blanco en el acceso de en medio que cuenta además con una puerta con celosías en madera con aplicaciones de hoja o pan de oro y estando allí actúa como un mediador-embajador de Jesús para perdonarles los pecados que estén atormentando a su alma y quede limpio y en estado de gracia conforme él lo expresó en su mandato.
La arcada inferior está separada entre sí por sendas columnas salomónicas de fuste enroscado que ascienden hasta sostener su capitel corintio, en el caso de las dos que flanquean al cuerpo central, son basamento a su vez de otras pilastras de menor tamaño, que rodean a la única hornacina que sirve como sitio para rendirle culto a algún santo o advocación de Cristo o Santa María, sin embargo, esta espacio esta actualmente vacío y no esta dedicado a alguna devoción. Lo único que se encuentra es un peana blanca con borde de oro para el ensalzamiento de una imagen que por hoy no tiene uso. A los laterales de este nicho, están dos repisas con conchas de venera en la cabecera, similares a las que están en el retablo de Cristo resucitado, destacan las volutas que resaltan por encima de ella y que sirven para decorar el remate de la obra.

## Púlpito

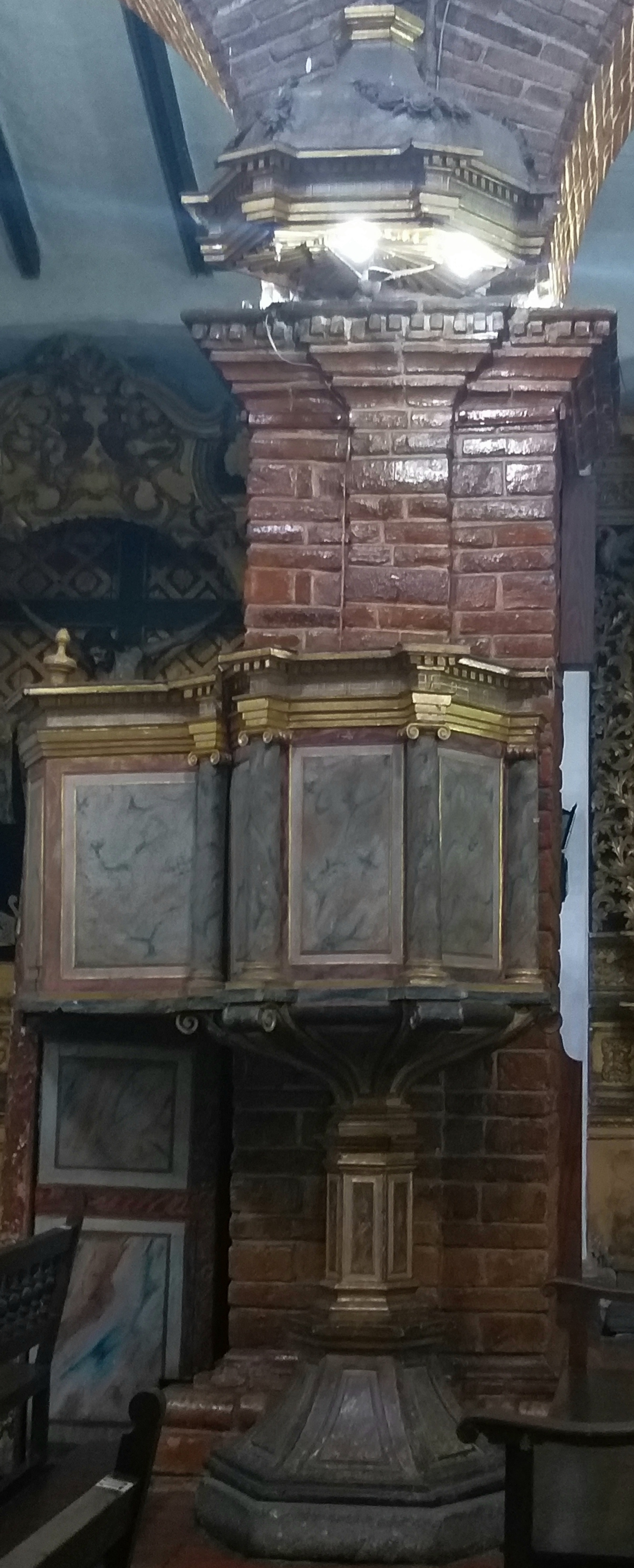
Púlpito neoclásico ideado por El Sabio Caldas

Lugar de predicación utilizado antiguamente por el sacerdote durante las eucaristías y ceremonias litúrgicas para pregonar el sermón a los creyentes, en esta iglesia se hace presente una bella obra para función al anterior propósito referido, ideado y construido en el estilo neoclásico, fue nadie más ni nadie menos que el ilustre mártir y prócer de la independencia de Colombia, el científico y abogado don Francisco José de Caldas, más conocido como ''El Sabio Caldas'', quien hubo de nacer y residir tan solo a una cuadra de la iglesia (Sobre la Calle de la Pamba o Calle 3), el que por voluntad se encargó de diseñar y llevar a a cabo los planos del púlpito, por medio de un mecenazgo en forma de donación logró ser dorado y pintado en 1825 por José Caicedo.
El púlpito está anclado y se sustenta en el segundo pilar de la nave de la epístola que sucede al que sostiene el arco toral, rasgo que comparte con San Agustín lo que denota aun más su hermandad al haber sido dirigidas por el mismo arquitecto santafereño Gregorio Causi. La escalera de acceso está debajo del primer arco de la nave sur de frente al altar del Santo Cristo y de la Virgen de la Soledad a la largo de su barandal de acceso hay laminas cuadrangulares y triangulares con motivos similares al mármol crema valencia con tintes oscuros y verdes, patrón que se repite a lo largo de las paredes de la obra.
Con forma de cáliz, tiene su base en forma de pedestal de fuste liso de mármol que sustenta a la cazoleta o flamero y sobre este se encuentra la tribuna, también conocida como cátedra que en su borde tiene una baranda con pequeñas columnas de capiteles de orden jónico dorados que sirven de soporte a un pequeño arquitrabe. Encima de este conjunto se encuentra en forma de cúpula o dosel, el tornavoz, que tiene a sus laterales elementos  decorativos de guirnaldas de flores y rosas. Se piensa que pudo haber tenido un remate con la imagen de un santo como en San Agustín, pero desapareció en un tiempo inespecífico.
El estado actual del púlpito es algo deplorable, el tornavoz esta descolorido por la acción del polvo, también hay faltantes de oro y pequeños fragmentos, sin olvidar las fallas desarrolladas en su modo de sostén por causa de las malas o nulas acciones de conservación.

## Bienes Artísticos

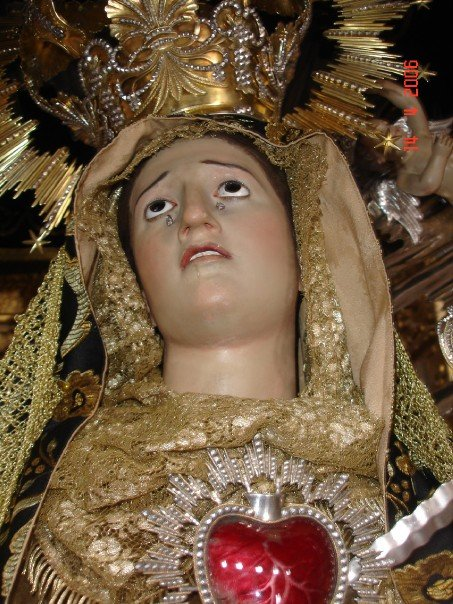
Nuestra Señora de la Soledad, parte de la colección artística de Santo Domingo.

Gracias al patronazgo que ejercieron los clanes aristocráticos y terratenientes ricos, vecinos del sector, tales como las familias, Arboleda, Tenorio y Arroyo Valencia, esta templo pudo adquirir un gran número de piezas artísticas que en la actualidad suman un valioso legado, cultural, histórico para la ciudad y el país, esto se ve reflejado en sus 11 altares, 10 laterales en estilo barroco y decorados con hoja de oro y el principal en la zona del presbiterio de influencia neoclásica, todos estos diseñados y fabricados por artistas payaneses como el maestro Sebastián, distinguido como ''El Maestro de 1756'' y criollos españoles.
La colección de escultura que guarda Santo Domingo es muy importante para los payaneses porque la mayoría de imágenes que contienen los retablos, participan de las procesiones de Semana Santa. Las escuelas de arte de las que provinieron este valiosos inmobiliario va desde la quiteña, pasando por la payanesa, española y llegando hasta la italiana, también variando la antigüedad de estas que van desde el siglo XVI con los primeros años de la colonia, hasta fines del siglo XX y comienzos del XX. Por desgracia algunas de estas esculturas fueron despojadas de su mascarilla por el saqueo, la cual era muy valiosa porque se hacía de oro.
Pero el legado patrimonial no solo se limita a la imaginería, las obras pictóricas que aun conserva la iglesia son muy importantes de destacar, el óleo de Nuestra Señora del Rosario de Chiquinquirá, patrona de Colombia es uno de los más antiguos que se tiene, otro es el cuadro del Jesús en su advocación del Sagrado Corazón de Jesús que se ubica en la sacristía aunque no se encuentra en su mejor estado de conservación y por supuesto hay que hacer mención del retrato del martirio de San Sebastián de Milán que está en lo alto del altar mayor.
Una pieza rara y casi única es de una campana de forma japonesa ubicada en la torre, esta es de estilo similar a las que se usan en las iglesias jesuitas en el Japón, con cuerpo conocido como ''tsurigane'' que es bastante tradicional en el budismo zen y con la adición del labio típico católico, un badajo interior de madera con inscripciones cristianas.

## Semana Santa

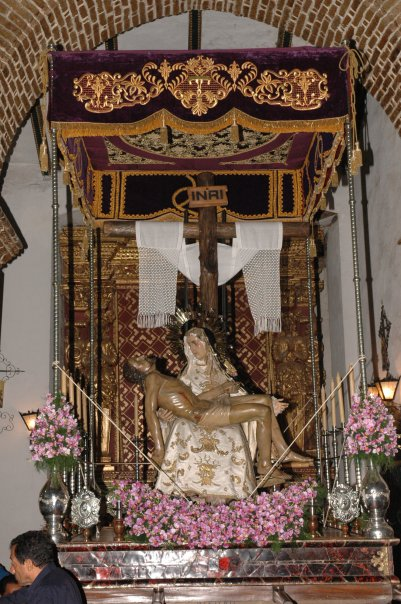
La Piedad con sus arreglos púrpuras de Viernes Santo.

### Jueves del Pregón
Como parte de la famosa Semana Santa celebrada en el centro, la iglesia de Santo Domingo es sede del primer evento que da inicio a todas las actividades que es El Pregón que se realiza el jueves anterior al Domingo de Ramos y del Viernes de Dolores, consistente en la lectura de la programación después de la eucaristía de la noche y es dirigido por el llamado Pregonero que es previamente elegido por la Junta Permanente Pro Semana Santa. 

### Procesión del Viernes Santo
Después aquí tiene lugar la procesión de Viernes Santo que desde tiempos antiguos es denominada como La Procesión del Santo Entierro de Cristo, siendo un desfile sacro con mucha solemnidad y de índole lúgubre, al ser efectuada en rememoración de la muerte y sepultura de Jesucristo. Por lo que, salen algunos pasos nuevos y diferentes de los otros días santos, tales como La Muerte, Maria Salomé, Los varones del martillo y las tenazas, El descendimiento, La Piedad, Las Insignias, El Santo Sepulcro o La Virgen de la Soledad (En sustitución de la típica Dolorosa de los demás días santos).
Debido a que este lugar sagrado no es de grandes magnitudes como es el caso de la iglesia de San Francisco, algunos pasos son resguardados en los templos de la Encarnación y del Carmen y cuando sea la noche del Viernes Santo son decorados floralmente y llevados a las calles del recorrido cercanos a Santo Domingo y se puedan integrar a la procesión sin problemas, lo cual la cercanía de ambos sitios permite lograr (ya que los dos están justamente a menos de una cuadra de distancia).
Los cargueros de esta procesión tienen la peculiaridad de portar el paño en trasversal en el pecho (a excepción en el paso de las insignias), también las sahumadoras se caracterizan por usar el atuendo más tradicional de la ñapanga colonial. Además de que las carteras de las andas están casi en su totalidad revestidas en carey y la decoración floral es de color morado o púrpura (a excepción del paso de San Juan), que significan el luto por el sacrificio de Cristo en la cruz.
Procesión del Santo Entierro de Cristo, inicia y termina en este Claustro.
Orden del desfile:
- Ánimasola (Personaje anónimo con vestimenta de carguero y rostro cubierto por el capirote portando una matraca)
- Cruz procesional.
- Banda marcial de la Policía Nacional de Colombia. Unidad metropolitana de Popayán
- La muerte. (el esqueleto es de origen alemán. El ángel (Arcángel Miguel)[18] imagen quiteña Siglo XVIII y el dragón imagen payanesa. Siglo XVIII). La imagen del dragón tiene siete (7) cabezas que representan los siete pecados capitales.
- María Salomé. (imagen española. Siglo XVIII)
- La Verónica. (imagen quiteña. Siglo XX)
- Orfeón Obrero-Coral Pabón
- María Magdalena. (imagen quiteña. Siglo XX)
- El varón del martillo. (San Nicodemo, imagen quiteña. Siglo XVIII)
- El varón de las tenazas. (San José de Arimatea, imagen española. Siglo XVIII)
- Orquesta de cámara Junta Permanente Pro Semana Santa de Popayán.
- El santo Cristo. (Antiguo Cristo de la ceremonia del descendimiento procedente de España (Escuela artística de Sevilla). Siglo XVIII)
- El descendimiento. (El Señor imagen elaborada por Alcides Montesdeoca, año 1999 (Ibarra, Ecuador). Ángeles, imágenes quiteñas pertenecientes al círculo de Bernardo de Legarda, siglo XVIII)
- La Piedad. (Escultura payanesa por Alfonso de los Reyes Peñaherrera. Siglo XX)
- Banda de músicos. Fuerza Aérea Colombiana
- El traslado de Cristo al sepulcro. (El Señor imagen de (Ibarra, Ecuador) inspirado en el Cristo de la caridad de la Hermandad de Santa Marta (Sevilla) Siglo XXI, José de Arimatea y Nicodemo imágenes del siglo XVII de origen quiteño)
- Las insignias. (imágenes quiteñas. Siglo XVIII)
- San Juan evangelista. (imagen quiteña. Siglo XVIII)
- Portadores de la corona de espinas y los clavos (Los dos mejores estudiantes de la Universidad del Cauca)
- Estandarte Junta Permanente Pro Semana Santa portado por el rector de la Universidad del Cauca y su cuerpo de decanos.
- El santo sepulcro. (El señor yacente fue inspirado en el Cristo de Gregorio Fernández (1627), elaborado por José Lamiel. Siglo XX. El Sepulcro enchapado en carey, marfil y plata dorada de origen español (Sevilla), siglo XVIII. El sepulcro tiene incrustada un fragmento de roca del Sepulcro de Cristo de Jerusalén, traída a la ciudad por el arzobispo Diego María Tamayo)
- Cura párroco del Templo de Nuestra Señora del Rosario o Santo Domingo
- Orden del Santo Sepulcro de Jerusalén, sección de Popayán
- Arzobispo de Popayán y capítulo metropolitano seminario mayor de Popayán
- Santísima Virgen Dolorosa de la Soledad. (Imagen española (Cádiz) atribuida a José Fernández Guerrero. Siglo XVIII).
- Banda de músicos y compañía de fusileros del Batallón José Hilario López. Ejército Nacional de Colombia.